# Hokej na lodzie na zimowych igrzyskach olimpijskich
Hokejowe turnieje olimpijskie rozgrywane są od 1920 roku. Turniej mężczyzn wprowadzony został do programu igrzysk podczas letnich igrzysk w Antwerpii, zaś cztery lata później rozgrywki hokeja pojawiły się podczas pierwszych zimowych igrzysk olimpijskich w Chamonix. Turniej kobiet po raz pierwszy odbył się w 1998 roku podczas igrzysk w Nagano. Turniej olimpijski pierwotnie przeznaczony był dla sportowców amatorskich. Od 1988 roku mogli w nim brać udział profesjonalni zawodnicy, zaś od 1998 roku National Hockey League (dalej NHL) pozwoliła graczom tej ligi uczestniczyć w turnieju. Od 1924 do 1988 roku turniej rozgrywany był systemem kołowym, a po zakończeniu serii gier odbywała się runda finałowa, w której również grano systemem kołowym. Medale były przyznawane na podstawie punktów zgromadzonych w tej rundzie. Mecze na igrzyskach rozgrywane są według zasad międzynarodowych, stosowanych podczas turniejów organizowanych przez Międzynarodową Federację Hokeja na Lodzie. Zasady te różnią się od zasad obowiązujących w lidze NHL. Podczas igrzysk odbywają się kontrole antydopingowe prowadzone przez Światową Agencję Antydopingową dotyczące dopingu wydolnościowego. Od momentu wprowadzenia tych testów w 1972 roku, kilku zawodników uzyskało pozytywne wyniki na obecność zakazanych substancji.
W rozgrywkach mężczyzn największe sukcesy w początkowej historii turnieju olimpijskiego osiągnęła reprezentacja Kanady, która w pierwszych siedmiu edycjach zdobyła sześć złotych oraz jeden srebrny medal. W tym okresie często medale zdobywały również reprezentacje Stanów Zjednoczonych, Czechosłowacji i Szwecji. W latach 1920–1968 triumfator turnieju olimpijskiego zostawał jednocześnie mistrzem świata w hokeju na lodzie. Podczas igrzysk olimpijskich w Cortinie d’Ampezzo po raz pierwszy wystąpiła drużyna Związku Radzieckiego. Zespół ten zdominował kolejne edycje turnieju, wygrywając w tym czasie siedem z dziewięciu jego edycji, ulegając w 1960 i 1980 roku reprezentacji USA. W 1980 roku hokeiści ZSRR niespodziewanie przegrali z amatorską drużyną gospodarzy w meczu znanym jako cud na lodzie. Po zwycięstwie w 1952 roku w Oslo reprezentacja Kanady na kolejny złoty medal czekała 50 lat. Zdobyła go podczas turnieju w Salt Lake City, a sukces ten powtórzyła 8 lat później, będąc gospodarzem igrzysk w Vancouver. Inne państwa, które zdobyły tytuł mistrza olimpijskiego w całej historii tych rozgrywek, to: Wielka Brytania w 1936, Wspólnota Niepodległych Państw w 1992, Szwecja w 1994 i 2006 oraz Czechy w 1998 roku. Na podium stawały ponadto: Szwajcaria, Niemcy, Finlandia oraz Rosja.
W 1986 roku Międzynarodowy Komitet Olimpijski (dalej MKOl) umożliwił wszystkim sportowcom (również profesjonalnym) uczestniczenie w igrzyskach olimpijskich, począwszy od 1988 roku. Początkowo sceptycznie do tego pomysłu nastawieni byli działacze zarządzający ligą NHL, którzy aby umożliwić start w turnieju zawodnikom z tej ligi musieliby przerywać rozgrywki w środku sezonu zasadniczego. Jednakże dzięki porozumieniu, od 1998 roku hokeiści wszystkich klubów z Ameryki Północnej mogli brać udział w turnieju olimpijskim, którego format został dopasowany do ligowego terminarza. W 1998 i 2002 roku w pierwszej fazie turnieju mecze rozgrywane były bez zawodników NHL lub sześciu najlepszych drużyn świata tj.: Kanady, Czech, Finlandii, Rosji, Szwecji i Stanów Zjednoczonych, a następnie w fazie decydującej o medalach do składów dołączali zawodnicy z NHL. W 2006 roku format turnieju zmieniono i we wszystkich meczach mogli uczestniczyć zawodnicy z NHL. W 2018 roku pierwszy raz od porozumienia w 1998 roku w turnieju olimpijskim zabrakło zawodników z NHL.
W lipcu 1992 roku MKOl zatwierdził konkurencję hokeja na lodzie kobiet jako konkurencję olimpijską. Jej pierwsza edycja odbyła się w Nagano w 1998 roku. Rozgrywki zdominowały drużyny z Ameryki Północnej, zdobywając dotychczas wszystkie złote medale. W 1998 i 2018 roku wygrały Amerykanki, a w 2002, 2006, 2010 i 2014 roku Kanadyjki. Brązowe medale zdobyły drużyny Szwecji, Finlandii oraz Szwajcarii.
Hokej na sledgach zadebiutował na Zimowych Igrzyskach Paraolimpijskich 1994 w Lillehammer. Chociaż turnieje na igrzyskach paraolimpijskich są mieszane – do udziału dopuszczani są mężczyźni i kobiety – to w historii rozgrywek płeć żeńską reprezentowały dwie zawodniczki. Najbardziej utytułowaną drużyną w hokeju na sledgach jest reprezentacja Stanów Zjednoczonych, która zdobyła cztery złote i jeden brązowy medal olimpijski. Po jednym złotym medalu zdobyły również reprezentacje Szwecji, Norwegii i Kanady.

## Hokej w programie olimpijskim

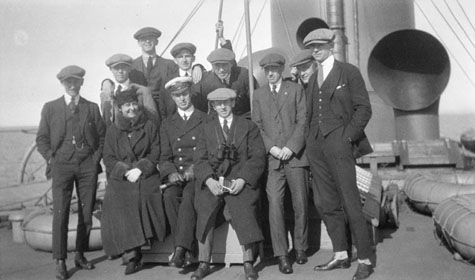
Reprezentujący Kanadę zawodnicy Winnipeg Falcons (na zdjęciu w drodze na Letnie Igrzyska Olimpijskie 1920) zostali pierwszymi mistrzami olimpijskimi w hokeju na lodzie

Pierwszy turniej olimpijski w hokeju na lodzie odbył się podczas Letnich Igrzysk Olimpijskich 1920 w Antwerpii – w czasach, kiedy struktury organizacyjne hokeja dopiero powstawały. Od 15 maja 1908 roku światowym hokejem na lodzie zarządza Międzynarodowa Federacja Hokeja na Lodzie (ang. International Ice Hockey Federation, IIHF), pierwotnie działająca pod nazwą Ligue Internationale de Hockey sur Glace (LIHG). Na Kongresie Olimpijskim w Paryżu w 1914 roku hokej na lodzie został wpisany na listę sportów opcjonalnych, które w przyszłości mogłyby zostać objęte programem olimpijskim. Decyzja o włączeniu tego sportu do programu letnich igrzysk olimpijskich zapadła w styczniu 1920 roku – trzy miesiące przed rozpoczęciem zawodów. Przyczyn debiutu hokeja na lodzie na igrzyskach w 1920 było kilka, m.in. zobowiązanie się pięciu europejskich krajów do wzięcia udziału w turnieju. Istotnym czynnikiem był również głos właścicieli Palais de Glace d'Anvers, gdzie miały być rozgrywane mecze; mianowicie warunkiem odbycia się zawodów w łyżwiarstwie figurowym w tej hali było włączenie hokeja na lodzie do programu olimpijskiego. Mimo że turniej odbył się na igrzyskach w 1920, IIHF zalicza go do rangi mistrzostw świata – tym samym zawody w Antwerpii w 1920 zostały pierwszymi mistrzostwami świata w hokeju na lodzie. Od tego czasu oba wydarzenia odbywały się jednocześnie, a każdy turniej olimpijski w hokeju na lodzie do 1968 uważa się za mistrzostwa świata. Pierwotnie igrzyska olimpijskie były przeznaczone dla amatorów. Zawodowcy z National Hockey League (NHL) i innych profesjonalnych lig byli wyłączeni z udziału w turniejach olimpijskich.
I Zimowe Igrzyska Olimpijskie odbyły się we francuskiej miejscowości Chamonix w 1924 roku. Rozdział 1., artykuł 6., punkt 2. Karty Olimpijskiej (na przykładzie edycji obowiązującej od 2 sierpnia 2015) opisuje sporty zimowe jako „sporty, które uprawia się na śniegu lub lodzie”. MKOl na stałe ustanowił zimowe igrzyska olimpijskie, a hokej na lodzie i łyżwiarstwo figurowe zostały trwale włączone do ich programu. Do 1992 roku odbywały się one tego samego roku co letnie igrzyska olimpijskie. Od 1992 roku zimowe igrzyska olimpijskie są rozgrywane trzeciego roku każdej olimpiady.

## Turnieje

### Turniej mężczyzn

#### Letnie Igrzyska Olimpijskie 1920

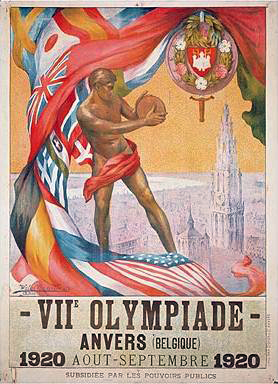
Plakat Letnich Igrzysk Olimpijskich 1920

Pierwszy olimpijski turniej w hokeju na lodzie mężczyzn odbył się podczas letnich igrzysk w 1920 w Antwerpii. Jego organizatorem był komitet, którego członkiem był przyszły prezydent IIHF Paul Loicq. Mecze były rozgrywane według systemu Bergvalla. Pierwsza runda miała format turnieju eliminacyjnego, który wyłaniał złotego medalistę. W drugiej rundzie grały zespoły, które wcześniej przegrały mecze ze złotym medalistą; zwycięzca został nagrodzony srebrnym medalem. W ostatniej rundzie walczyły zespoły, które przegrały zarówno ze zwycięzcą pierwszej i drugiej rundy; zwycięzca otrzymywał brązowy medal.
Turniej odbywał się w dniach 23–29 kwietnia; wzięło w nim udział siedem drużyn: Kanada, Czechosłowacja, Stany Zjednoczone, Szwajcaria, Szwecja, Francja i Belgia. Kanadę reprezentowali zdobywcy Allan Cup – Winnipeg Falcons. Amerykanie na turniej wysłali drużynę gwiazd, która składała się m.in. z czterech zawodników urodzonych w Kanadzie. Reprezentacja Szwecji składała się w większości z zawodników bandy, z których znaczna część nie miała wcześniej styczności z hokejem. Kanadyjczycy wygrali wszystkie trzy spotkania w pierwszej rundzie i zdobyli złoty medal. W finale pokonali Szwedów 27-1. W dwóch kolejnych rundach Stany Zjednoczone zdobyły srebrny, a Czechosłowacja brązowy medal. System Bergvalla był mocno krytykowany, zwłaszcza przez Szwedów, którzy musieli rozegrać sześć meczów w siedem dni (w tym trzy mecze zwycięskie), a zdobywcy brązowego medalu Czechosłowacy trzy (w tym zwycięski jeden). Eric Bergvall, twórca systemu, oświadczył, że został on użyty nieprawidłowo i że wszystkie drużyny przegrane w pierwszej rundzie miały zagrać o srebrny medal (zamiast tylko trzech, które przegrały z Kanadą). Z powodu krytyki system Bergvalla nie został ponownie użyty w rozgrywkach hokeja na lodzie.

#### 1924–1952
Na pierwszych zimowych igrzyskach w 1924 w Chamonix turniej hokeja na lodzie był rozgrywany systemem kołowym, składającym się z rundy wstępnej i rundy medalowej. O końcowej klasyfikacji decydował stosunek liczby meczów wygranych do meczów przegranych. Format ten był wykorzystywany aż do 1988, chociaż w tym czasie liczba drużyn i rozgrywanych spotkań ulegały nieznacznym zmianom. Reprezentujący Kanadę Toronto Granites zapisali się w historii jako jeden z najbardziej dominujących zespołów w historii igrzysk olimpijskich. Reprezentacja Kanady zdeklasowała drużyny rywali, zdobywając 110 goli i tracąc 3. Na czele klasyfikacji strzelców uplasował się Harry Watson z 36 trafieniami. Amerykanie zdobyli srebrny, a Brytyjczycy brązowy medal. 36 goli Watsona pozostaje rekordem turnieju hokeja na igrzyskach olimpijskich, a liczba 36 punktów (równe golom, ponieważ asysty nie liczyły się w tamtym czasie do punktacji) została poprawiona dopiero w 2010 roku przez Teemu Selänne.

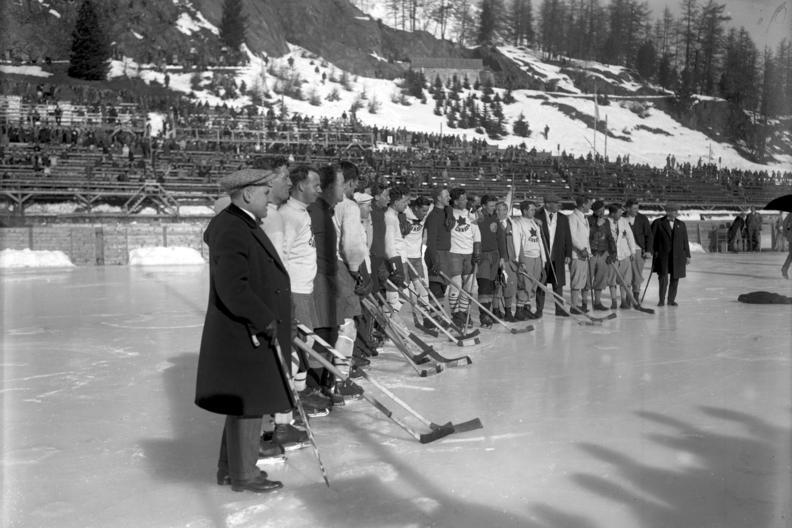
Mecz między Kanadą a Szwecją na Zimowych Igrzyskach Olimpijskich 1928

W Zimowych Igrzyskach Olimpijskich 1928 w Sankt Moritz wzięło udział jedenaście drużyn. Kanadyjczycy otrzymali wolny los (ang. bye), dzięki czemu turniej rozpoczęli już od rundy medalowej. Odnieśli zwycięstwo we wszystkich swoich spotkaniach, z łącznym stosunkiem bramek 38–0 (11:0 ze Szwecją, 14:0 z Wielką Brytanią i 13:0 ze Szwajcarią). Reprezentacje Szwecji i Szwajcarii zdobyły swoje pierwsze medale – kolejno srebrny i brązowy. Innym wydarzeniem był debiut drużyny niemieckiej, która ukończyła turniej na dziewiątym miejscu . Na igrzyskach w 1932 Kanada ponownie zdobyła złoto, ale tym razem w turnieju udział brały cztery drużyny, które grały ze sobą dwukrotnie. Niemcy zdobyły historyczny brązowy medal, pierwszy w tej dyscyplinie sportu dla tego kraju.
Dwa dni przed Zimowymi Igrzyskami Olimpijskimi 1936 w Garmisch-Partenkirchen kanadyjscy oficjele złożyli protest dotyczący dwóch graczy brytyjskiego zespołu – Jamesa Fostera i Alexa Archera, którzy grali w Kanadzie, ale przenieśli się bez zgody do klubów występujących w English National League. Dawało im to możliwość występowania w barwach Wielkiej Brytanii podczas igrzysk. IIHF przyznała rację Kanadyjczykom, ale reprezentacja Wielkiej Brytanii zagroziła wycofaniem się z turnieju w przypadku wykluczenia z zawodów Fostera i Archera. By uniknąć konfliktu, na krótko przed rozpoczęciem igrzysk Kanadyjczycy wycofali protest. Turniej składał się z czterech grup z udziałem piętnastu drużyn. Wielka Brytania jako pierwsza drużyna w historii pokonała Kanadę i zdobyła złoto olimpijskie. Kanadyjczycy zdobyli srebro, a Amerykanie brąz. II wojna światowa uniemożliwiła przeprowadzenie Zimowych Igrzysk Olimpijskich 1940 i 1944.

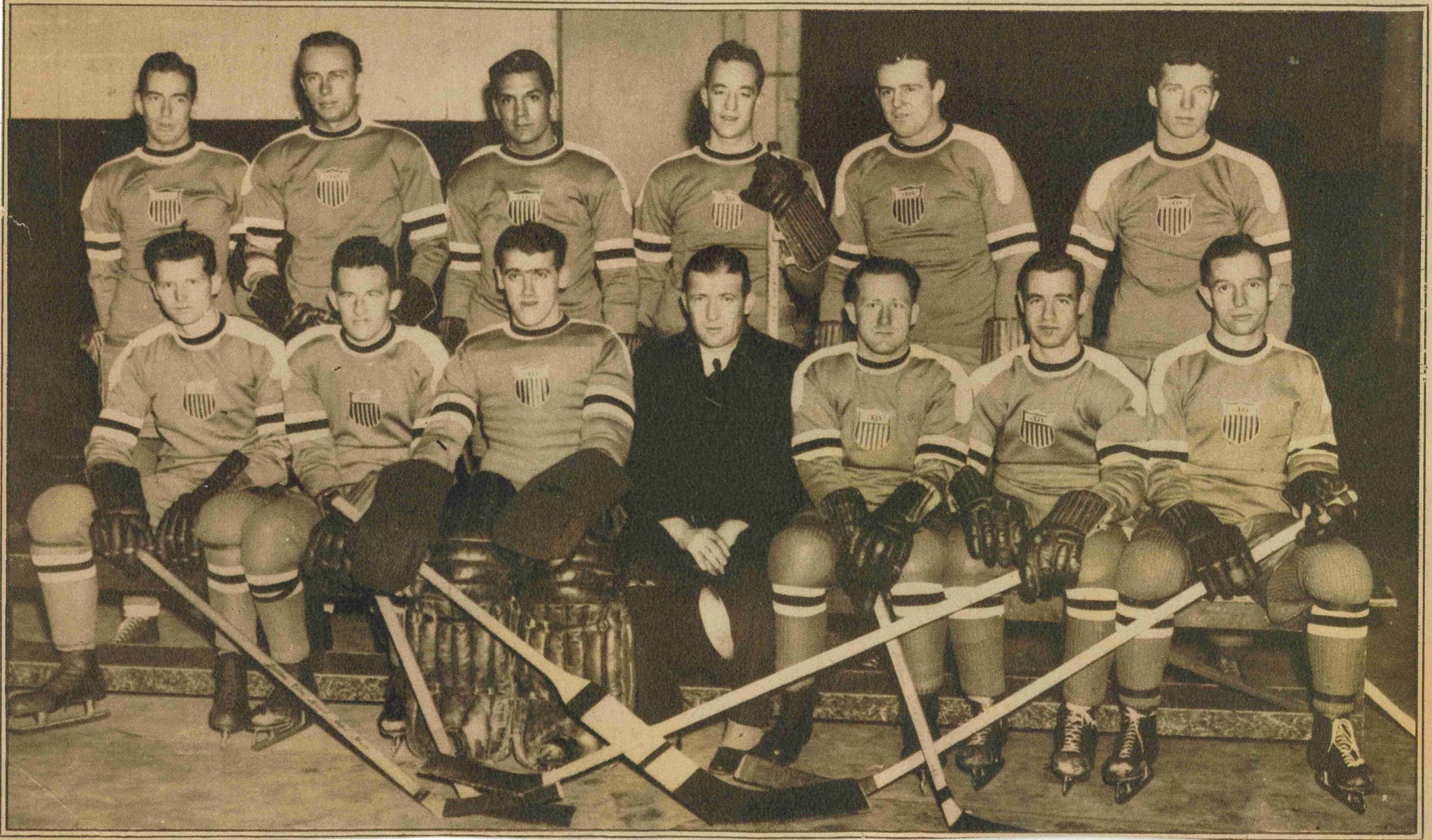
Zdobywcy brązowego medalu w 1936 – amerykańska reprezentacja olimpijska

Niedługo przed igrzyskami w Sankt Moritz światło dzienne ujrzał konflikt między dwoma amerykańskimi związkami hokejowymi – American Hockey Association (AHA) i Amateur Athletic Union (AAU). AAU, który zarządzał amatorskim hokejem w Stanach Zjednoczonych od 1930 roku, został wykluczony przez IIHF w 1947 roku, kiedy odmówił wsparcia drużyny składającej się z graczy z AHA. AAU stał na stanowisku, że pensje zawodników zrzeszonych w AHA są jawne, a w tamtym czasie igrzyska olimpijskie były przeznaczone wyłącznie dla amatorów (zarabianie na grze wykluczało amatorskość). Organizator igrzysk, Szwajcarski Olimpijski Komitet Organizacyjny (ang. Swiss Olympic Organizing Committee, SOOC) przyjął skargę AHA, lecz Avery Brundage, wpływowy działacz Komitetu Olimpijskiego Stanów Zjednoczonych (ang. United States Olympic Committee, USOC), zagroził wycofaniem z turnieju drużyny amerykańskiej w przypadku włączenia do turnieju reprezentacji AHA. W odpowiedzi IIHF zagroziła całkowitym wycofaniem rozgrywek w hokeju na lodzie z igrzysk, jeśli drużyna AHA nie zostałaby dopuszczona do gry. MKOl zasugerował wykluczenie obu amerykańskich zespołów, ale organizator (SOOC) nie przystał na tę propozycję. MKOl postanowił zmienić turniej w hokeju w nieoficjalne rozgrywki, ale odstąpił od tego planu gdy został osiągnięty kompromis. Drużyna AHA została dopuszczona do turnieju, ale nie była uznawana za oficjalnego uczestnika i nie miała możliwości zdobycia medalu. Ostatecznie reprezentacja AHA zajęła czwarte miejsce. Czechosłowacja i Kanada wygrały po siedem spotkań, a w meczu między sobą nie potrafiły rozstrzygnąć meczu na korzyść którejkolwiek z drużyn. Złoty medal został przyznany na podstawie różnicy goli – Kanadyjczycy ze średnią zdobytych 13,8 goli na mecz zdobyli złoto, w porównaniu do Czechosłowaków, którzy strzelali średnio 4,4 gola na mecz. Reprezentacja Czechosłowacji czyniła postępy, które przyniosły jej złoto w mistrzostwach świata w 1947 i 1949 roku.
W Zimowych Igrzyskach Olimpijskich 1952 w Oslo złoto przypadło Kanadyjczykom – drugi raz z rzędu. Na kolejny tytuł mistrzów olimpijskich czekali oni 50 lat. Amerykanie zdobyli srebrny, a Szwedzi brązowy medal. Na turnieju zadebiutowała reprezentacja Finlandii.

#### 1956–1976

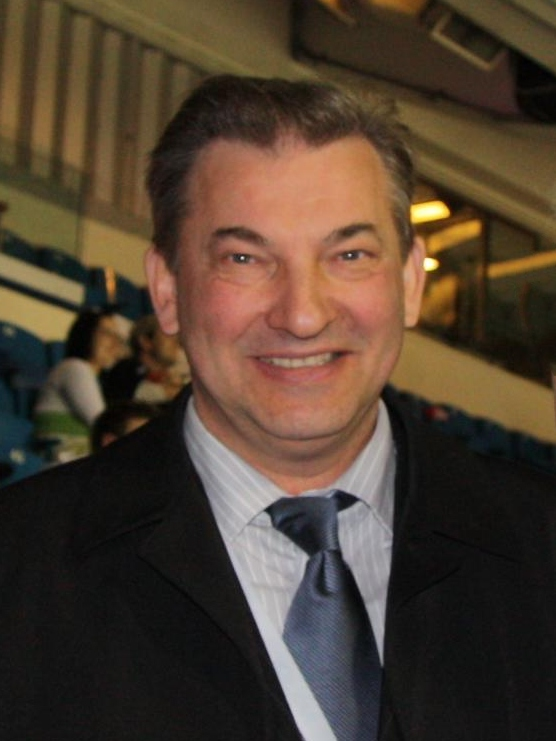
Władisław Trietjak – jedyny sportowiec, który zdobył jeden srebrny i trzy złote medale olimpijskie w hokeju na lodzie

Pierwsze mistrzostwa świata, w których udział wzięła reprezentacja Związku Radzieckiego, odbyły się w 1954 roku. Debiutanci pokonali Kanadyjczyków i zdobyli swój pierwszy złoty medal. Na Zimowych Igrzyskach Olimpijskich 1956 w Cortinie d’Ampezzo drużyna Związku Radzieckiego wygrała wszystkie spotkania i zdobyła swój pierwszy złoty medal olimpijski. Reprezentacja Kanady przegrała w rundzie medalowej zarówno z ZSRR, jak i ze Stanami Zjednoczonymi, plasując się na trzecim miejscu podium. Na igrzyskach olimpijskich w 1960 w Squaw Valley po raz pierwszy i jak dotąd ostatni wystąpiła reprezentacja Australii. Faworytów do zdobycia złotego medalu upatrywano w reprezentacjach Kanady, Związku Radzieckiego, Czechosłowacji i Szwecji, ale wszystkie zostały pokonane przez drużynę amerykańską, która wygrała wszystkie siedem meczów i wywalczyła swój pierwszy złoty medal olimpijski. Kanadyjczycy zdobyli srebrny, a drużyna Związku Radzieckiego brązowy medal.
Na igrzyskach w 1964 w Innsbrucku turniej zdominowała drużyna Związku Radzieckiego, która zdobyła złoty medal, wygrywając wszystkie siedem spotkań. Kanadyjczycy z pięcioma zwycięstwami i dwoma porażkami mieli taką samą liczbę zwycięstw i porażek co Szwedzi i Czechosłowacy. Przed 1964 rokiem, w przypadku takiej samej liczby meczów wygranych i przegranych, o końcowej klasyfikacji decydowała różnica bramek w rundzie medalowej. Przy zastosowaniu tych zasad, Kanada zakończyłaby turniej na trzecim miejscu, wyprzedzając Czechosłowację. Na turnieju olimpijskim w Innsbrucku zasady zostały jednak zmienione. Do ustalenia różnicy bramek wzięto pod uwagę wszystkie mecze, a nie jak dotychczas, tylko z rundy medalowej. W efekcie reprezentacja Kanady została bez medalu. W tamtym czasie igrzyska olimpijskie były traktowane jak mistrzostwa świata. Jeśli zastosowanoby niezmienione zasady z tych rozgrywek, Kanada zakończyłaby turniej z brązowym medalem mistrzostw świata.
Radziecka dominacja była kontynuowana na igrzyskach olimpijskich w 1968 w Grenoble i została udokumentowana trzecim złotym medalem olimpijskim z rzędu. Czechosłowacja i Kanada zdobyły kolejno srebrny i brązowy medal. Igrzyska w 1968 były ostatnimi, na których zawody były uznawane za mistrzostwa świata. Po sporze, dotyczącym wystawiania w składach profesjonalnych graczy, Kanada nie wystawiła swojej reprezentacji w rozgrywkach międzynarodowych w 1970. Protest trwał również podczas igrzysk olimpijskich w 1972 w Sapporo i w 1976 w Innsbrucku. Reprezentacja Związku Radzieckiego, na czele z bramkarzem Władisławem Trietjakiem, a także napastnikami Walerijem Charłamowem, Aleksandrem Jakuszewem, Władimirem Pietrowem i Borisem Michajłowem, zdobyła złoto w obu turniejach olimpijskich. W 1971 Amerykanie zajęli ostatnie miejsce na mistrzostwach świata i spadli do I Dywizji. Drużyna zakwalifikowała się jednak na igrzyska olimpijskie w 1972 i zdobyła srebro. Tym samym Amerykanie zostali pierwszą drużyną z I Dywizji, która zdobyła medal olimpijski. W 1972 brąz przypadł Czechosłowacji. W 1976 Czechosłowacja zdobyła srebro, a RFN brąz. W tym samym turnieju do protestującej przeciwko zakazowi korzystania z profesjonalnych graczy Kanady dołączyła Szwecja, która również nie wystawiła swojej reprezentacji.

#### 1980:Cud na lodzie

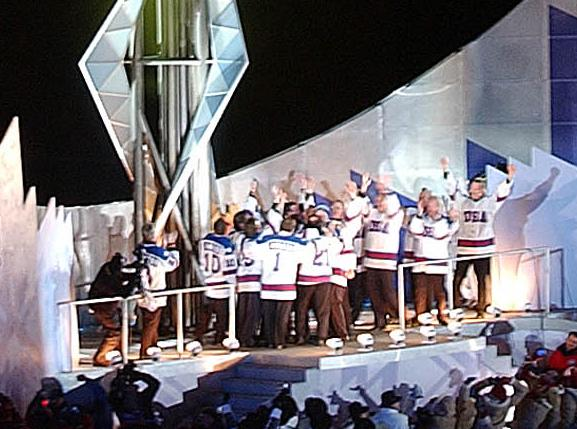
Złota drużyna amerykańska z 1980 podczas zapalenia znicza ognia na Zimowych Igrzyskach Olimpijskich 2002

W 1980 zimowe igrzyska olimpijskie powróciły do Lake Placid. W turnieju wzięło udział dwanaście drużyn, w tym po raz pierwszy od 12 lat reprezentacja Kanady. Związek Radziecki startował w roli faworyta, a z powodu trwającej zimnej wojny rywalizacja z drużyną amerykańską nabrała również politycznego wymiaru. Prowadzona przez Herba Brooksa reprezentacja Stanów Zjednoczonych, która w dużej mierze składała się ze studentów, w pierwszej rundzie najpierw zremisowała ze Szwedami, a następnie niespodziewanie wygrała z drużyną czechosłowacką. Do rundy medalowej poza Amerykanami awansowały również drużyny Szwecji, Finlandii i Związku Radzieckiego.
22 lutego 1980 rozegrano mecz rundy medalowej pomiędzy Amerykanami a reprezentacją radziecką, który przeszedł do historii jako „cud na lodzie” (ang. Miracle on Ice). Sowieci objęli prowadzenie 2–1, ale na sekundę przed zakończeniem pierwszej tercji Amerykanie wyrównali. Na drugą tercję w bramce pojawił się Władimir Myszkin, zastępując Władisława Trietjaka. Na jej samym początku Sowieci objęli prowadzenie, jednak dzięki dobrej grze bramkarza Jima Craiga, Amerykanie nie pozwolili drużynie radzieckiej na zwiększenie różnicy bramek. W trzeciej tercji Amerykanie trafili dwukrotnie – raz grając w przewadze, a drugi na 10 minut przed zakończeniem spotkania, gdy Myszkina pokonał kapitan Mike Eruzione. Craig powstrzymał kolejne ataki Sowietów i drużyna amerykańska zachowała prowadzenie 4-3. W ostatnich sekundach spotkania, Al Michaels, komentator American Broadcasting Company wypowiedział słynne zdanie: „Do you believe in miracles? Yes!” (Czy wierzycie w cuda? Tak!).
Ostateczna klasyfikacja bazowała na liczbie punktów zdobytych w meczach przeciwko drużynom występującym w rundzie medalowej. Mimo błędnego przekonania, że Amerykanie zdobyli złoto bezpośrednio po zwycięstwie nad Sowietami, to de facto złoty medal zdobyli dwa dni później, po pokonaniu Finów 4-3. Związek Radziecki turniej zakończył ze srebrem, a brąz trafił w ręce Szwedów. W 2008 roku IIHF wybrała cud na lodzie najważniejszym wydarzeniem hokejowym na stulecie swojego istnienia.

#### 1984–1994
W związku z powołaniem do kadry Kanady na Zimowe Igrzyska Olimpijskie 1984 w Sarajewie zawodników z historią w zawodowym hokeju: Marka Morrisona. Dona Dietricha, Mario Gosselina i Dana Wooda, Komitet Olimpijski Stanów Zjednoczonych (USOC) złożył oficjalny protest. Kanada zagroziła wycofaniem się z turnieju w przypadku korzystnego dla Amerykanów werdyktu MKOl. Decyzją MKOl ze składów reprezentacji musieli zostać usunięci zawodnicy z przeszłością w NHL:  Mark Morrison i Don Dietrich z Kanady, Jim Corsi i Rich Bragnalo z Włoch oraz Greg Holst z Austrii; Mario Gosselin przed turniejem olimpijskim związał się z Quebec Nordiques, jednak nie rozegrał jeszcze meczu w profesjonalnych rozgrywkach, natomiast Dan Wood występował wyłącznie w Central Hockey League. Na turnieju w Sarajewie hokeiści Związku Radzieckiego zdobyli swój szósty złoty medal. Czechosłowacja i Szwecja wywalczyły kolejno srebrny i brązowy medal. Cztery lata później, na igrzyskach w 1988 w Calgary, drużyna radziecka zdobyła swój siódmy i zarazem ostatni złoty medal. W ostatnim występie w historii na igrzyskach olimpijskich przeciwnikiem reprezentacji Związku Radzieckiego byli Finowie, którzy nie byli postrzegani jako kandydat do medalu. Mimo długiej historii występów w mistrzostwach świata – począwszy od 1939 roku – Finlandia nie miała w dorobku ani jednego medalu. W historycznym dla tej reprezentacji meczu Finowie pokonali Związek Radziecki 2–1 i zdobyli srebro. W niektórych przypadkach złoty medalista był wyłoniony jeszcze przed rozegraniem ostatniego meczu; z tego względu IIHF postanowiła zmienić format turnieju. Podczas kongresu w 1990 roku IIHF wprowadziła system play-offów, który zadebiutował na Zimowych Igrzyskach Olimpijskich 1992 w Аlbertville. W pierwszej rundzie drużyny były podzielone na dwie grupy, w których mecze rozgrywano w systemie kołowym. Drużyny z dwóch ostatnich miejsc w obu grupach walczyły o miejsca 9–12 w rundzie pocieszenia. Reprezentacje, które w grupach zajęły miejsca 1–4, awansowały do rundy pucharowej, która kończyła się meczem finałowym o złoto.

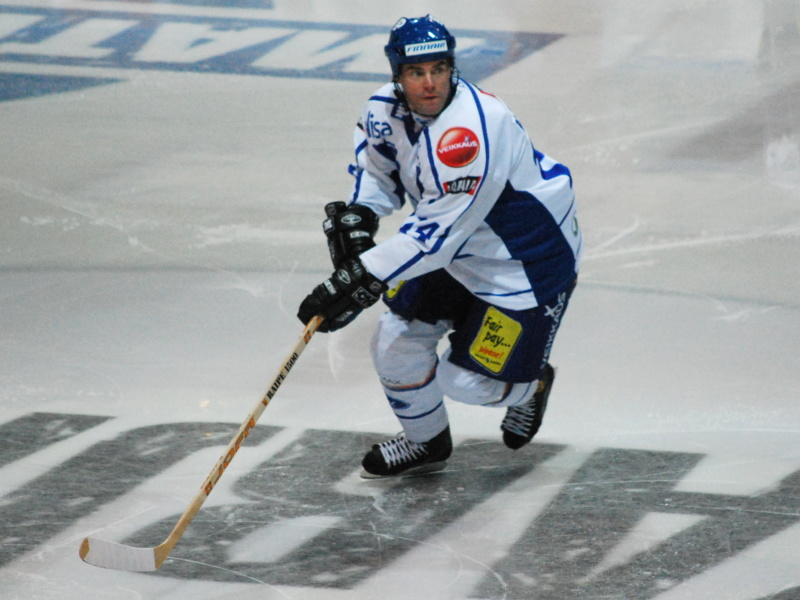
Fiński środkowy Raimo Helminen, sześciokrotny olimpijczyk; srebrny medalista z 1988 i brązowy z 1994 i 1998

Do 1989 roku zawodnicy żyjący za żelazną kurtyną nie byli dopuszczani przez radzieckie władze do gry w NHL, jednak po mistrzostwach świata w 1989 zakaz transferowy został zdjęty. Wielu z najlepszych radzieckich zawodników wyjechało za ocean, by grać w NHL, w tym „Rosyjska Piątka” – Igor Łarionow, Wiaczesław Fietisow, Władimir Кrutow, Siergiej Makarow i Aleksiej Kasatonow. Po rozpadzie Związku Radzieckiego w grudniu 1991 dziewięć byłych republik radzieckich zostało włączonych do struktur IIHF i rozpoczęło swoje występy na arenie międzynarodowej. Na igrzyskach w 1992 roku reprezentacje Armenii, Białorusi, Kazachstanu, Rosji, Uzbekistanu i Ukrainy wystartowały pod flagą olimpijską jako Wspólnota Niepodległych Państw, która w finale odniosła zwycięstwo nad reprezentacją Kanady i zdobyła złoto. Na najniższym miejscu podium turniej zakończyła Czechosłowacja.
1 stycznia 1993 Czechosłowacja podzieliła się na dwa osobne państwa: Czechy i Słowację. IIHF uznała Czechy prawnym następcą Czechosłowacji, co pozwoliło reprezentacji tego kraju utrzymać pozycję w najwyżej dywizji mistrzostw świata, podczas gdy Słowacja musiała rozpoczynać rozgrywki w najniższej II Dywizji. Słowacy występ w igrzyskach wywalczyli w kwalifikacjach. Oba kraje, jak również Rosja, zadebiutowały w turnieju olimpijskim podczas Zimowych Igrzysk Olimpijskich 1994 w Lillehammer. Słowacja i Finlandia zakończyły rundę grupową bez porażki. Słowacy w ćwierćfinale przegrali z Rosjanami, którzy w meczu o brązowy medal ulegli Finom. W finale pomiędzy Szwecją i Kanadą wynik został rozstrzygnięty w rzutach karnych (ang. shootout) – po zakończeniu 3. tercji na tablicy widniał remis 2–2. W pierwszych w historii finałów igrzysk rzutach karnych zawodnicy obu drużyn strzelili po dwie bramki. Następnym przy krążku był Szwed Peter Forsberg, który zdobył jedną z najsłynniejszych bramek w historii igrzysk, sugerując strzał z forhendu, a do bramki wpychając krążek jednoręcznym bekhendem tuż obok bramkarza Coreya Hirscha. Strzał Kanadyjczyka Paula Kariya został obroniony przez Tommy’ego Salo i Szwecja zdobyła swój pierwszy złoty medal olimpijski. Moment oddawania strzału przez Forsberga został uwieczniony na znaczku pocztowym. O wielkim znaczeniu dla Szwedów tamtej chwili świadczy fakt, że miejsce na nim z reguły jest zarezerwowane dla królów. Jednak między filatelistycznym odwzorowaniem, a rzeczywistym zdjęciem występują niewielkie różnice; Corey Hirsch na plecach ma numer 11., a nie 1. jak w rzeczywistości, natomiast bluza zamiast koloru czerwonego jest niebieska. W przeciwieństwie do Forsberga, zawstydzony przepuszczonym krążkiem Hirsch nie zgodził się na wykorzystanie swojego wizerunku na znaczku pocztowym, czego niedługo później żałował.

#### 1998–2022

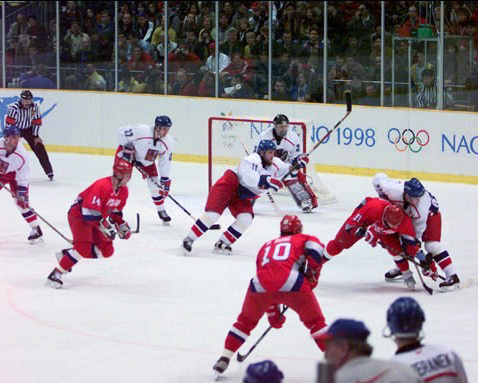
Mecz finałowy z 1998 między Rosją i Czechami był pierwszym finałem, w którym zagrały ze sobą drużyny składające się głównie z zawodników NHL

W 1995 roku MKOl, IIHF, NHL i NHLPA doszły do porozumienia, na mocy którego zawodnicy NHL mieli możliwość występowania na igrzyskach. Format turnieju na igrzyskach w 1998 w Nagano został dostosowany do terminarza NHL. 7 lutego rozpoczęła się runda wstępna (dwie grupy; z każdej awansowała jedna reprezentacja do rundy grupowej), w której nie uczestniczyli zawodnicy NHL ani reprezentacje „wielkiej szóstki” (Kanady, Republiki Czeskiej, Finlandii, Rosji, Szwecji i Stanów Zjednoczonych). Tego samego dnia w NHL odbywały się jeszcze mecze, które następnie zostały wstrzymane na kolejne 17 dni, by dać zawodnikom czas na aklimatyzację po przybyciu do Nagano. Format turnieju był krytykowany za to, że uniemożliwiał reprezentacjom korzystanie z zawodników NHL w przeciągu całego turnieju. Sześć najlepszych drużyn otrzymało bezpośrednią przepustkę do rundy grupowej, w której zmagania rozpoczęły 13 lutego. Będąca faworytem do zdobycia złotego medalu reprezentacja Kanady niespodziewanie przegrała z drużyną czeską w półfinale, a następnie straciła brąz w spotkaniu z Finami. Czesi na czele z bramkarzem Dominikiem Haškiem odnieśli zwycięstwo nad reprezentacją Rosji, która pokonała ich w grupie sześć dni wcześniej. Tym samym reprezentacja Czech zdobyła swój pierwszy złoty medal w tej dyscyplinie sportu. W trakcie turnieju Rosjanin, Pawieł Bure ustanowił olimpijski rekord, zdobywając pięć bramek w jednym meczu (w spotkaniu półfinałowym z Finlandią). Szwed Ulf Samuelsson został wykluczony z turnieju po wyjściu na jaw informacji o złożeniu przez niego wniosku o amerykańskie obywatelstwo. Zgodnie z obowiązującym w tamtym czasie szwedzkim prawem podwójne obywatelstwo było niedozwolone. Samuelsson wystąpił w pierwszym meczu z Białorusią, mimo to Szwecja zachowała zdobyte punkty za zwycięstwo. Czeski Komitet Olimpijski stał na stanowisku, że Szwecja powinna stracić punkty i złożył protest do Sportowego Sądu Arbitrażowego, który jednak został odrzucony.

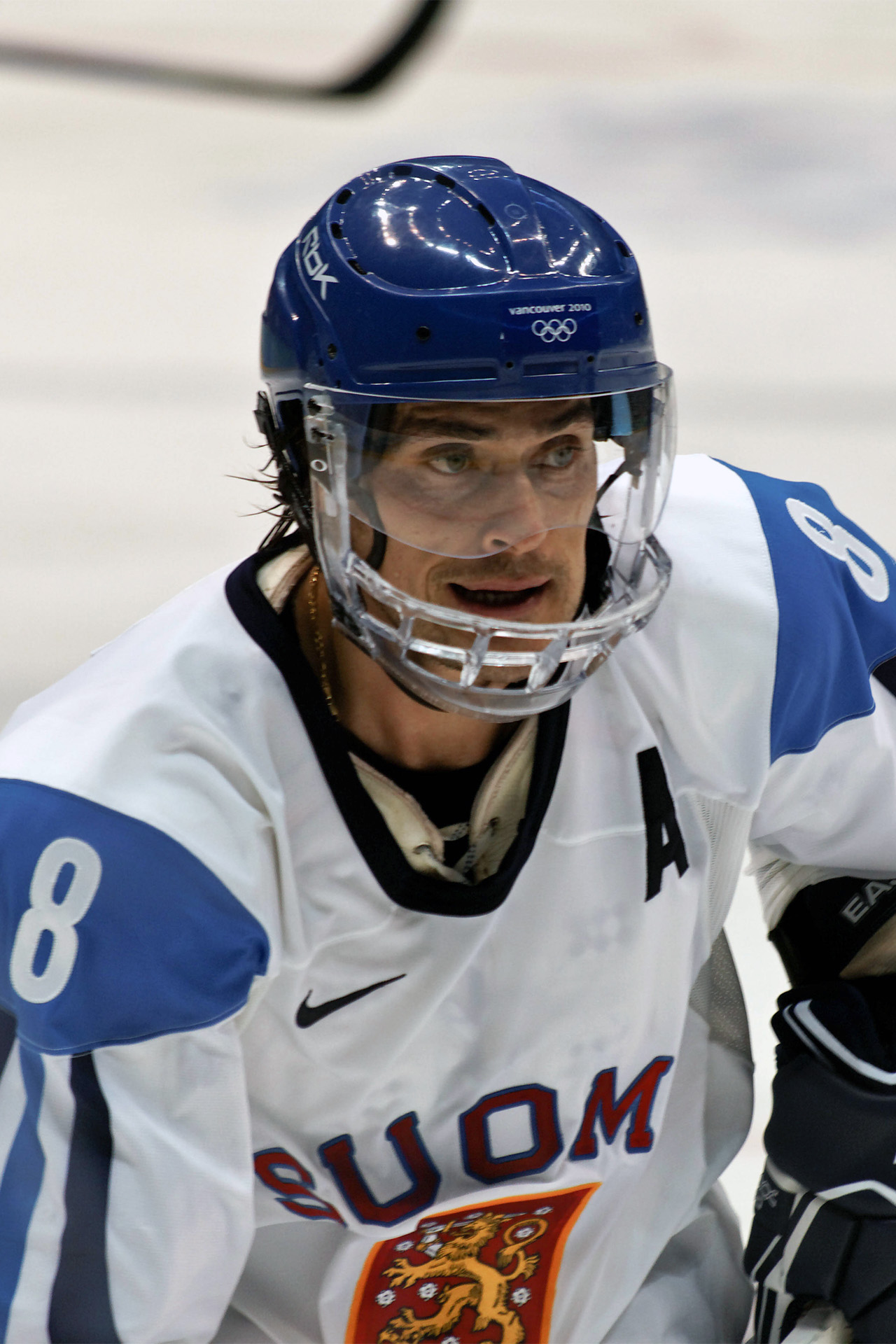
Teemu Selänne z Finlandii – rekordzista w liczbie zdobytych punktów w turnieju mężczyzn

Ten sam format turnieju został wykorzystany podczas igrzysk w 2002 w Salt Lake City. W kwalifikacjach do turnieju olimpijskiego IIHF brała pod uwagę końcową klasyfikację mistrzostw świata w 1999 – pierwsza szóstka awansowała bezpośrednio do rundy grupowej turnieju olimpijskiego, a reprezentacje z miejsc 7–8 premiowane były do rundy wstępnej. Rywalizacja o miejsca 9–14 i udział w rundzie wstępnej odbywały się w innych turniejach. Przerwa w rozgrywkach NHL rozpoczęła się dopiero w trakcie drugiego tygodnia igrzysk. Ze względu na to, że turniej odbywał się w Stanach Zjednoczonych, gdzie zlokalizowana była zdecydowana większość drużyn NHL, reprezentacje w meczach rundy wstępnej mogły korzystać wyłącznie z tych zawodników NHL, którzy nie byli w tym czasie zobligowani do grania w klubach. Słowacja była szczególnie dotknięta tym ograniczeniem, przez co nie zdołała awansować do rundy grupowej. Trzy miesiące później, na mistrzostwach świata w 2002, Słowacy zdobyli złoto. Fiński środkowy Raimo Helminen stał się pierwszym hokeistą, który wziął udział w sześciu turniejach igrzysk olimpijskich. Ćwierćfinałowe zwycięstwo Białorusi ze Szwecją jest jedną z największych niespodzianek hokeja od cudu na lodzie w 1980. Białorusini w półfinale ulegli Kanadyjczykom, a w meczu o brąz Rosjanom. Team Canada prezentowała się znacznie lepiej niż w fazie grupowej i w finale pokonała drużynę Stanów Zjednoczonych, zdobywając pierwsze złoto olimpijskie od 50 lat.
Na igrzyskach w 2006 format turnieju hokejowego został zmieniony. Na czas turnieju liga NHL zarządziła przerwę w rozgrywkach, co dało szansę na grę w turnieju olimpijskim wszystkim zawodnikom. Liczba drużyn została zmniejszona do 12. Zrezygnowano ponadto z rundy wstępnej, a sześć najsilniejszych reprezentacji rozpoczęło grę w rundzie grupowej. Szwecja zdobyła złoty medal, Finlandia srebrny, a Czechy brązowy. Trzy miesiące później Szwecja triumfowała w mistrzostwach świata w 2006 roku i została pierwszą drużyną, która zdobyła złoto olimpijskie i złoto mistrzostw świata w jednym roku.

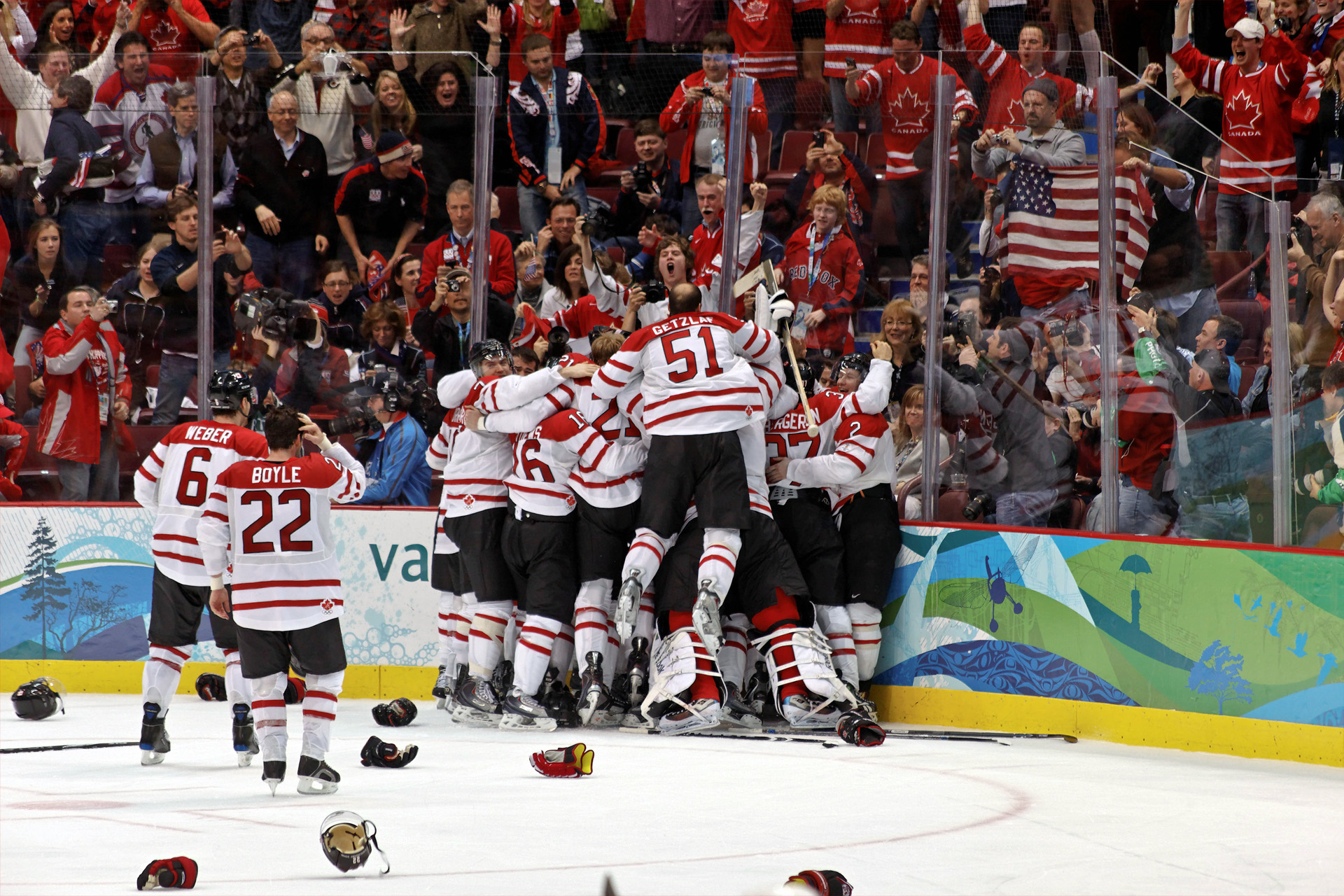
Drużyna kanadyjska świętująca po złotym golu Sidneya Crosbyego na Zimowych Igrzyskach Olimpijskich 2010

W 2010 roku zimowe igrzyska olimpijskie odbyły się w Vancouver. Pierwszy raz od dopuszczenia zawodników NHL do igrzysk olimpijskich miasto z klubem NHL zostało gospodarzem turnieju. Również po raz pierwszy mecze były rozgrywane na węższym, dostosowanym do standardów ligi NHL lodowisku o wymiarach 61 na 26 m, zamiast międzynarodowego standardu o wymiarach 61 na 30,5 m. Dzięki temu organizatorzy zaoszczędzili 10 milionów dolarów kanadyjskich oraz powiększyli liczbę miejsc dla kibiców. Spotkania odbywały się w halach UBC Winter Sports Centre i Rogers Arena (wtedy znane jako GM Place), której nazwa na czas igrzysk została zmieniona na Canada Hockey Place z powodu zakazu umieszczania nazw sponsorów w nazwach obiektów olimpijskich. W turnieju wzięło udział dwanaście zespołów podzielonych na trzy grupy po cztery zespoły. Na prośbę NHL liczbę meczów rundy wstępnej ograniczono do trzech. Po zakończeniu rundy wstępnej utworzono ranking punktowy wszystkich zespołów. Cztery pierwsze drużyny bezpośrednio awansowały do ćwierćfinału, natomiast o kolejne cztery pozycje rywalizowały pozostałe drużyny. Osiem wyłonionych zespołów walczyło o medale w fazie pucharowej.
Teemu Selänne z Finlandii zdobył swój 37. punkt, poprawiając wówczas rekord 36 punktów należący do Kanadyjczyka Harry’ego Watsona z 1924 roku, który później został wyrównany przez Vlastimila Bubníka z Czechosłowacji i Walerija Charłamowa ze Związku Radzieckiego. Słowacja awansowała do finałowej czwórki po raz pierwszy w historii, ale w meczu o brąz przegrała z Finlandią. W finale spotkały się Kanada i Stany Zjednoczone – po trzech tercjach drużyny remisowały 2–2. Do wyłonienia zwycięzcy konieczna była dogrywka (overtime, OT) – dopiero druga w historii finałów igrzysk. W ósmej minucie dogrywki Kanadyjski napastnik Sidney Crosby strzelił zwycięską bramkę, dzięki czemu Kanada zdobyła ósmy złoty medal olimpijski w hokeju na lodzie mężczyzn.
Na igrzyskach olimpijskich w Soczi w 2014 zastosowano ten sam format turnieju, co cztery lata wcześniej w Vancouver, jednak powrócono do międzynarodowego standardu rozmiaru lodowiska. W turnieju zadebiutowała reprezentacja Słowenii, niespodziewanie pokonując Słowację w meczu grupowym, by turniej zakończyć porażką ze Szwecją w ćwierćfinale. Był to najlepszy wynik reprezentacji Słowenii w historii jej startów w rozgrywkach międzynarodowych. W rundzie kwalifikacyjnej faworyci Szwajcarzy przegrali z Łotyszami, którzy również po raz pierwszy awansowali do olimpijskiego ćwierćfinału. Tam jednak nieznacznie ulegli Kanadyjczykom. Rosja, będąca organizatorem zawodów i głównym faworytem do złota, przegrała w meczu ćwierćfinałowym z Finlandią 1–3 i zakończyła turniej na piątym miejscu. Po awansie do półfinałów Amerykanie, ze stosunkiem bramek 20–6 we wcześniejszych spotkaniach, najpierw w półfinale przegrali z Kanadą 0–1, a w meczu o brąz ulegli Finom, przegrywając 0–5. Teemu Selänne po zdobytych kolejnych sześciu punktach poprawił rekord olimpijski (43 punkty) i został MVP turnieju. W wieku 43 lat został również najstarszym medalistą olimpijskim i najstarszym zdobywcą gola na turnieju olimpijskim. W finale Kanada pokonała Finlandię 3–0 i zdobyła swój 9. złoty medal olimpijski. Kanadyjczycy nie przegrali ani jednego spotkania, zostając pierwszą niepokonaną reprezentacją na turnieju olimpijskim od igrzysk olimpijskich w 1984 roku.
W turnieju olimpijskim w Pjongczangu w 2018 po raz pierwszy od igrzysk w Lillehammer w 1994 zabrakło zawodników NHL. Faworytami do zdobycia złotego medalu byli hokeiści z Rosji, którzy decyzją MKOl mogli wystąpić pod flagą olimpijską po przejściu testów antydopingowych, co było efektem afery dopingowej w tym kraju. W finale zmierzyły się reprezentacje Niemiec, która niespodziewanie wyeliminowała w półfinale Kanadyjczyków, oraz Olimpijscy sportowcy z Rosji. Po zwycięstwie 4:3 hokeiści z Rosji zdobyli pierwszy od 1992 roku złoty medal olimpijski. Zwycięską bramkę w dogrywce zdobył Kiriłł Kaprizow, który pokonał niemieckiego bramkarza Danny’ego aus den Birkena po uderzeniu krążka bez przyjęcia. Brąz zdobyli Kanadyjczycy po wygranej 6:4 z Czechami.
W lipcu 2020 NHLPA i NHL uzgodniły nowy układ zbiorowy, który otwierał zawodnikom NHL możliwość wzięcia udziału w turniejach igrzysk olimpijskich w 2022 i 2026. W związku z rosnącą liczbą przypadków zakażeń COVID-19 wśród hokeistów, w grudniu 2021 liga oficjalnie ogłosiła, że reprezentanci występujący w drużynach NHL nie pojadą do Pekinu. W turnieju mężczyzn na igrzyskach olimpijskich 2022 rywalizowało 12 drużyn: 8 z miejsc 1–8 według rankingu IIHF, 3 drużyny z turniejów kwalifikacyjnych oraz gospodarz. Po raz pierwszy w historii swojej reprezentacji Czesi nie awansowali do ćwierćfinału przegrywając 2-4 ze Szwajcarami, Słowacy zdobyli pierwszy w historii medal olimpijski pokonując Szwecję 4-0 w meczu o brąz, a Finowie po raz pierwszy w historii sięgnęli po złoto pokonując 2-1 reprezentację Rosyjskiego Komitetu Olimpijskiego.

### Turniej kobiet

#### Włączenie do programu olimpijskiego

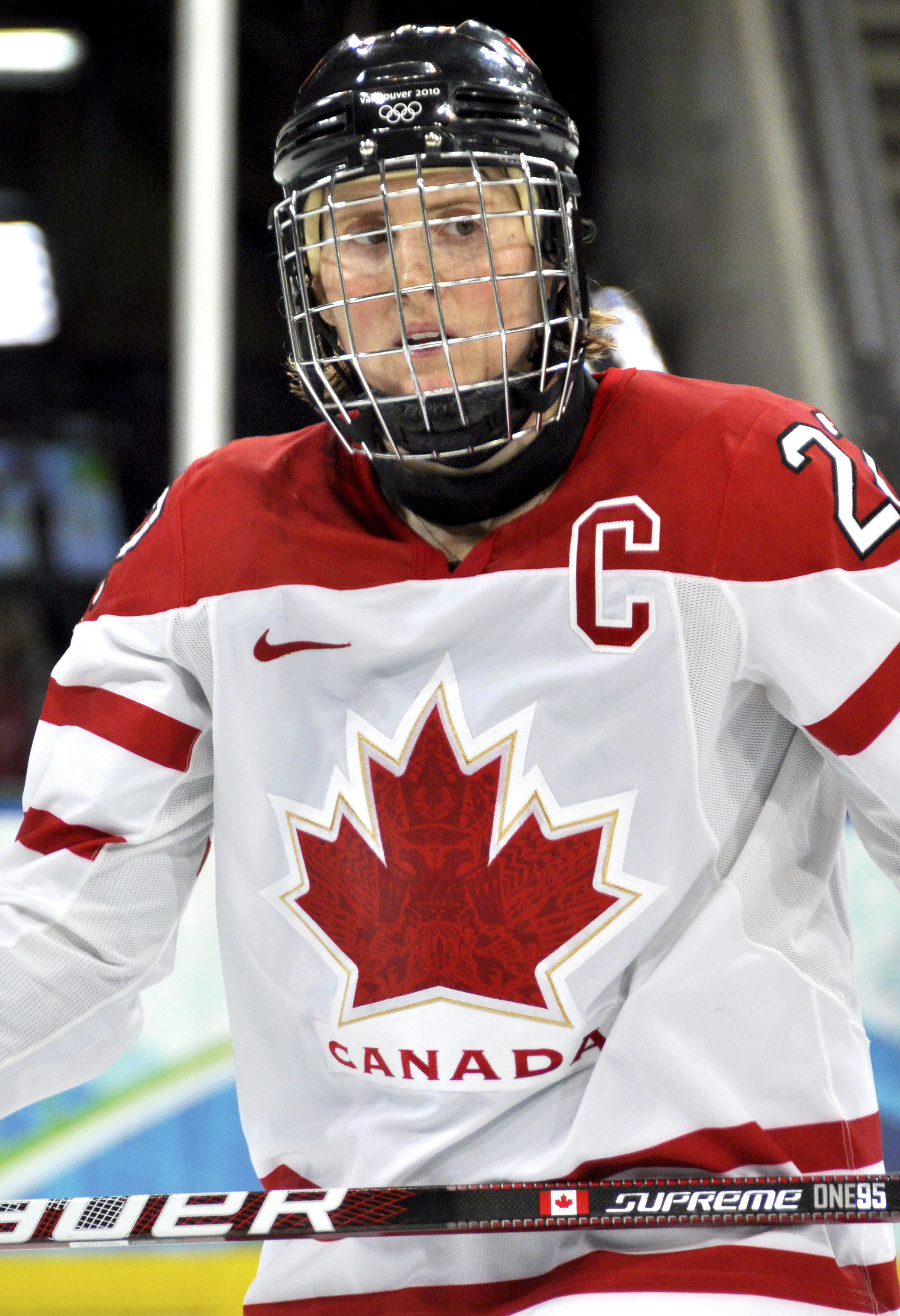
Kanadyjka Hayley Wickenheiser – czterokrotna złota medalistka igrzysk olimpijskich

Na 99. sesji MKOl w lipcu 1992 roku doszło do przyjęcia hokeja na lodzie kobiet do grupy dyscyplin olimpijskich, począwszy od zimowych igrzysk olimpijskich w 1998. Celem MKOl było zwiększenie liczby sportowców płci żeńskiej biorących udział w zimowych igrzyskach olimpijskich. W momencie ogłoszenia Nagano organizatorem, kobiecy hokej nie był w programie olimpijskim, więc decyzja o jego włączeniu należała do organizatora. Początkowo tamtejszy komitet olimpijski był temu niechętny, a głównymi powodami były wyższe koszty organizacji oraz duże prawdopodobieństwo słabego występu Japonek, które nie zakwalifikowały się do rozgrywanych w tym roku Mistrzostw Świata w Hokeju na Lodzie Kobiet. W listopadzie 1992 doszło do porozumienia między MKOl a organizatorem, na mocy którego turniej hokeja na lodzie kobiet został włączony do programu igrzysk w 1998. Częścią tego porozumienia było ograniczenie liczby zespołów do sześciu oraz zapewnienie braku konieczności budowy dodatkowych obiektów na potrzeby turnieju kobiet. Ponadto Kanadyjski Amatorski Związek Hokeja (ang. Canadian Amateur Hockey Association, CAHA) zobowiązał się do wyszkolenia japońskiej drużyny, by po 6 latach mogła prezentować poziom umożliwiający rywalizację z innymi reprezentacjami. MKOl podjął również decyzję, że w przypadku braku akceptacji ze strony organizatora, turniej kobiet zadebiutowałby na igrzyskach w 2002 w Salt Lake City. Format pierwszego turnieju kobiet był taki sam jak mężczyzn. W pierwszej fazie drużyny rywalizowały w rundzie grupowej w systemie kołowym, a w rundzie finałowej utworzona była drabinka, która kończyła się meczami o medale.

#### 1998–2018
Przed 1998 rokiem kobiecy hokej był zdominowany przez Kanadyjki. Do 1998 kanadyjska reprezentacja wygrała wszystkie ówcześnie organizowane mistrzostwa świata, chociaż do 1997 bilans meczów ze Stanami Zjednoczonymi – równie utytułowaną reprezentacją – wynosił 7–6 na korzyść Kanady. Poza Kanadą i Stanami Zjednoczonymi na turnieju igrzysk olimpijskich w 1998 wystąpiły również drużyny Finlandii, Szwecji, Chin oraz organizatora igrzysk – Japonii. Zespoły nie rozgrywały kwalifikacji – w turnieju brało udział pięć najlepszych reprezentacji z ostatnich mistrzostw świata oraz Japonia będąca organizatorem. Runda grupowa, która była rozgrywana w systemie kołowym, została zdominowana przez faworytki do zdobycia medali. W ich bezpośrednim spotkaniu w grupie Amerykanki wygrały z Kanadyjkami 7–4, mimo że przegrywały już 1-4. Drużyny spotkały się ponownie w finale, który okazał się zwycięski dla Amerykanek (3–1). Brąz zdobyły Finki po zwyciężeniu reprezentacji Chin 4:1.

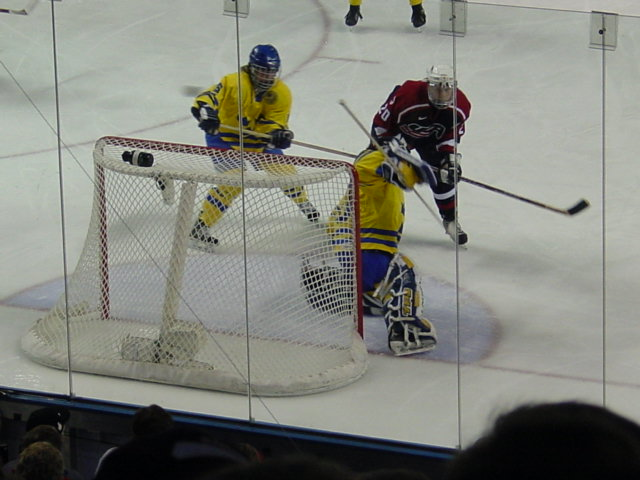
Mecz grupowy reprezentacji między Szwedkami i Amerykankami w 2002

Na igrzyskach olimpijskich w 2002 liczba drużyn została zwiększona do ośmiu, a w turnieju zadebiutowały Rosja, Kazachstan i Niemcy. Sześć najlepszych drużyn z mistrzostw świata w 2000 bezpośrednio awansowało na igrzyska. Ostatnie dwa miejsca w kwalifikacjach wywalczyły Kazaszki i Niemki. Kanadyjki i Amerykanki były niepokonane w meczach grupowych i w półfinale, dzięki czemu doszło do rewanżu za finał olimpijski sprzed czterech lat. Tym razem Kanadyjki wygrały 3-2. Po meczu członkowie sztabu reprezentacji Kanady oskarżyli drużynę amerykańską o deptanie flagi Kanady w szatni Amerykanek. Późniejsze śledztwo wykazało, że zarzuty okazały się nieprawdziwe. W meczu o trzecie miejsce Szwedki pokonały Finki i zdobyły pierwszy w historii szwedzkiego żeńskiego hokeja medal olimpijski.
W 2006 zadebiutowały reprezentacje Włoch i Szwajcarii. Włoszki, siedemnasta reprezentacja na świecie w tamtym czasie, wystąpiły na igrzyskach jako organizator. Stosunek bramek tej drużyny po trzech spotkaniach wynosił 1-31. Prezydent IIHF, René Fasel, chcąc sprawić, by przyszłe turnieje były bardziej wyrównane, zapowiedział zniesienie automatycznego kwalifikowania się kraju-organizatora na igrzyska. Kanadyjki zakończyły rundę grupową ze stosunkiem bramek 36–1. Amerykańska obrończyni Angela Ruggiero oskarżyła Kanadyjki o „śrubowanie” wyniku, mimo wcześniejszego zapewnienia sobie zwycięstwa i ostrzegła, że olimpijski status turnieju może zostać podany w wątpliwość ze względu na brak wyrównanej rywalizacji między drużynami. W odpowiedzi René Fasel oświadczył, że poziom pozostałych drużyn stale rośnie, a podobna dominacja miała już miejsce na początku istnienia turnieju mężczyzn, a mimo to sport cały czas się rozwijał. Dodał: „obiecuję, że [Szwedki] nie będą potrzebowały 64 lat do zwycięstwa” – odnosząc się do niemożności pokonania Kanadyjczyków przez Szwedów na igrzyskach, aż do 1984.
W spotkaniu półfinałowym Amerykanki niespodziewanie uległy Szwedkom, notując pierwszą w historii porażkę z zespołem innym niż Kanada, co sprawiało, że mecz ten był porównywany z cudem na lodzie z 1980. W spotkaniach o medale Kanadyjki pokonały Szwedki i zdobyły drugie złoto olimpijskie, a Amerykanki w meczu o brąz były lepsze od Finek.
W igrzyskach w Vancouver w 2010 ponownie uczestniczyło osiem drużyn, w tym po raz pierwszy Słowacja. Ze stosunkiem bramek strzelonych do straconych Kanadyjki (41–2) i Amerykanki (31–1) zdeklasowały pozostałe zespoły. Ta różnica w poziomie spowodowała kolejną falę krytyki nierównej rywalizacji w żeńskim hokeju. Prezydent MKOl, Jacques Rogge, powiedział, że „istnieje tutaj rozbieżność, każdy się z tym zgodzi. To jest być może okres inwestycji w hokej na lodzie kobiet. Osobiście dałbym im więcej czasu na rozwój, ale musi też pojawić się okres poprawy. Nie możemy kontynuować bez poprawy”. Trener reprezentacji Szwecji, Peter Elander, powiedział, że trudno jest rywalizować pozostałym krajom ze względu na niedostateczne dofinansowanie i mniejszą grupę zawodniczek, z których można tworzyć reprezentację. Dodał też, że „finanse dla każdej z drużyn powinny być takie same. [...] Jeśli turniej w Soczi ma być wyrównany, musimy mieć [porównywalne] programy we wszystkich krajach”. Aby zapobiec jednostronnym spotkaniom, niektórzy krytycy zaproponowali zaimplementowanie mercy rule, dzięki której w przypadku osiągnięcia konkretnej przewagi mecz kończyłby się przed czasem. René Fasel powiedział, że IIHF weźmie ten pomysł pod uwagę. Hannu Saintula, trener reprezentacji Chin, która została pokonana 1–12 przez reprezentację Stanów Zjednoczonych, oraz trener Amerykanek Mark Johnson byli temu przeciwni.
W spotkaniu o złoty medal Kanadyjki pokonały Amerykanki 2-0. Tym samym reprezentacja Kanady zdobyła złoto na trzecich z rzędu igrzyskach. Finki zdobyły brązowy medal – pierwszy od 1998.

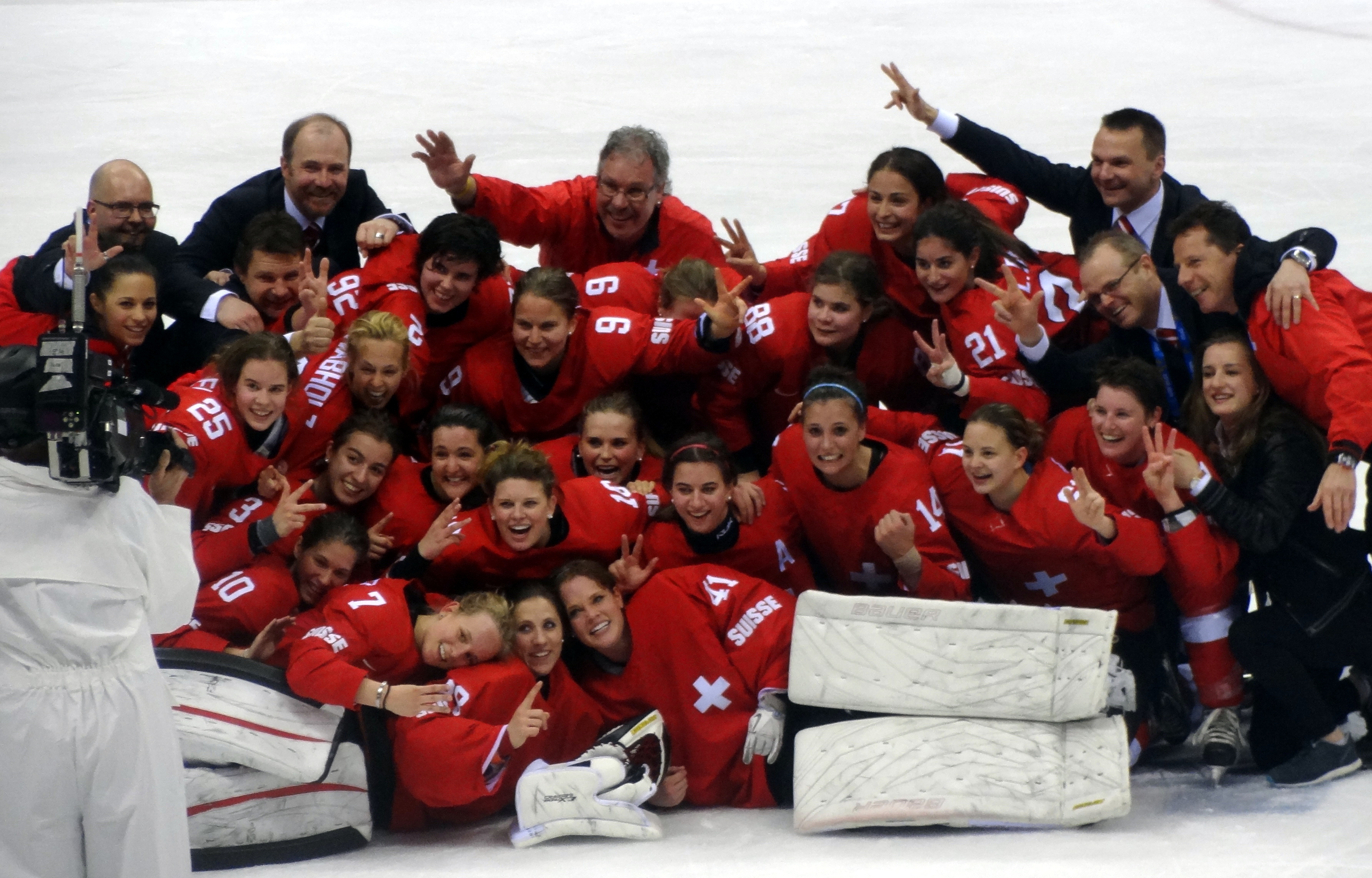
Szwajcarska drużyna tuż po zdobyciu brązowego medalu na igrzyskach w 2014 w Soczi, pierwszego medalu dla tego kraju w hokeju kobiet

Turniej hokeja na lodzie kobiet na Zimowych Igrzyskach Olimpijskich 2014 w Soczi zakończył się zwycięstwem Kanadyjek, które w finale pokonały Amerykanki 3–2. Dzięki bramce Marie-Philip Poulin w dogrywce reprezentacja Kanady wywalczyła czwarte złoto olimpijskie. Kanadyjki Hayley Wickenheiser, Jayna Hefford i Caroline Ouellette zostały pierwszymi zawodniczkami w historii z czterema złotymi medalami olimpijskimi w hokeju na lodzie. Dołączyły do grona sportowców, razem z radzieckim biathlonistą Aleksandrem Tichonowem i niemiecką panczenistką Claudią Pechstein, którzy zdobyli olimpijskie złoto na czterech kolejnych zimowych igrzyskach olimpijskich. Mecz o brąz między reprezentacją Szwajcarii i Szwecji rozstrzygnął się wynikiem 4–3 na korzyść Szwajcarek. Był to pierwszy medal olimpijski tego kraju w hokeju na lodzie kobiet.
W spotkaniu finałowym podczas Zimowych Igrzysk Olimpisjkich 2018 w Pjongczangu Amerykanki pokonały Kanadyjki w rzutach karnych 3–2, zdobywając po dwudziestu latach drugie złoto olimpijskie dla swojego kraju. W meczu o trzecie miejsce Finki pokonały reprezentację olimpijskich sportowców z Rosji 3–2, zdobywając trzeci brązowy medal w hokeju na lodzie w historii występów na igrzyskach olimpijskich. Po raz pierwszy w historii zawodniczki z Korei Północnej i Korei Południowej stworzyły jedną drużynę, występując w turnieju pod Flagą Zjednoczenia.
W turnieju w 2022 roku weźmie udział dziesięć drużyn.

### Hokej na sledgach

#### 1994–2018
Hokej na sledgach zadebiutował na Zimowych Igrzyskach Paraolimpijskich 1994 w Lillehammer. W turnieju wzięło udział 5 reprezentacji: Kanady, Estonii, Wielkiej Brytanii, Norwegii i Szwecji. Chociaż turniej był mieszany – do udziału dopuszczono mężczyzn i kobiety – to płeć żeńską reprezentowała jedna zawodniczka, Norweżka Britt Mjaasund Øyen. Pierwszymi mistrzami olimpijskimi w hokeju na sledgach byli Szwedzi, którzy w finale zwyciężyli reprezentację Norwegii. W meczu o brązowy medal Kanadyjczycy wygrali z Wielką Brytanią. Cztery lata później w Nagano do rywalizacji dołączyli Amerykanie i organizujący igrzyska Japończycy – tym razem w zawodach brali udział sami mężczyźni. Złoto w spotkaniu z Kanadyjczykami wywalczyli Norwegowie; brąz zdobyli Szwedzi.
W turnieju podczas Igrzysk Paraolimpijskich w 2002 w Salt Lake City wzięło udział 6 reprezentacji: Kanady, Estonii, Japonii, Norwegii, Stanów Zjednoczonych i Szwecji. W finale Amerykanie pokonali broniących tytułu Norwegów, zdobywając po rzutach karnych (4:3) swoje pierwsze olimpijskie złoto. W meczu o trzecie miejsce Szwedzi zwyciężyli Kanadyjczyków również po rzutach karnych (2:1).
W Turynie w 2006 roku w turnieju rywalizowało osiem reprezentacji. Zadebiutowały będąca gospodarzem turnieju reprezentacja Włoch oraz reprezentacja Niemiec. Do turnieju wrócili Brytyjczycy, których nie było w Salt Lake City. Po raz pierwszy od 1994 roku swoich przedstawicieli nie miała Estonia. Dzięki wygranej z Norwegią Kanadyjczycy zdobyli swoje pierwsze olimpijskie złoto w turnieju hokeja na sledgach. Brązowy medal zdobyli Amerykanie, którzy pokonali debiutujących Niemców.

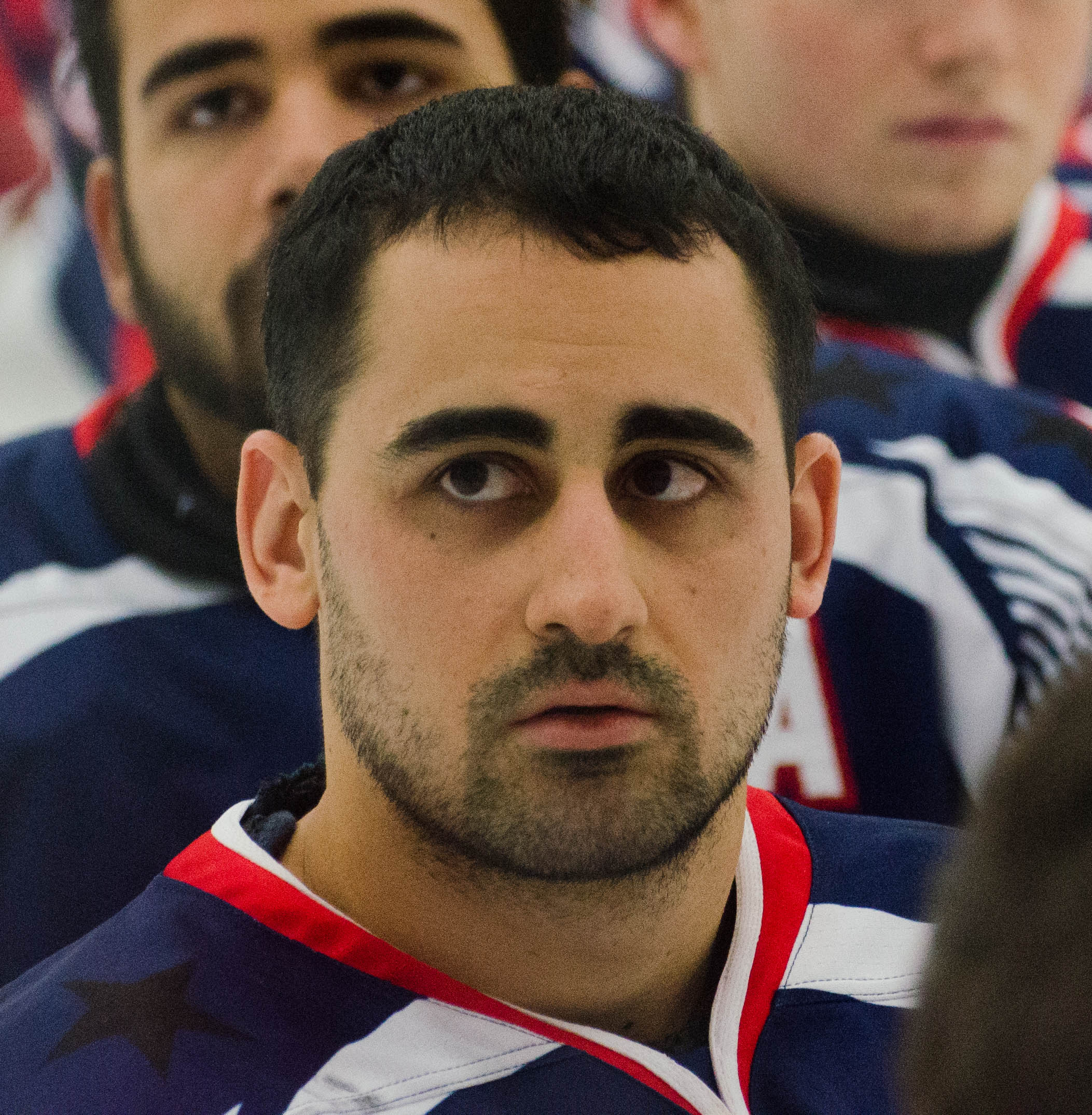
Amerykanin Steve Cash, najbardziej utytułowany zawodnik hokeja na sledgach na zimowych igrzyskach paraolimpijskich (trzy złote i jeden brązowy medal)

Do rywalizacji w turnieju w Vancouver w 2010 roku przystąpiło 8 zespołów, w tym debiutujące reprezentacje Czech i Korei Południowej. Półfinałowa porażka będącej gospodarzem i broniącej tytułu z poprzedniego turnieju reprezentacji Kanady z reprezentacją Japonii była największą niespodzianką turnieju. W meczu o brązowy medal gospodarze ulegli reprezentacji Norwegii. W meczu o mistrzostwo olimpijskie Amerykanie wygrali z Japończykami 2:0.
W Soczi w 2014 roku ponownie rywalizowało 8 reprezentacji. Zadebiutowali Rosjanie, natomiast pierwszy raz od igrzysk w Nagano w turnieju nie było reprezentacji Japonii. W finale Amerykanie pokonali gospodarzy 1:0. Jedyną bramkę zdobył Joshua Sweeney, weteran wojny w Afganistanie. Brązowy medal zdobyli Kanadyjczycy po wygranej 3:0 w spotkaniu z Norwegią.
W Pjongczangu w 2018 roku po raz pierwszy od turnieju w Lillehammer w turnieju wzięła udział również kobieta, jako druga w historii, Norweżka Lena Schrøder. Wygrana z reprezentacją Kanady dała Amerykanom trzeci z rzędu i czwarty w historii złoty medal olimpijski w hokeju na sledgach (trzy złote i jeden brązowy medal wywalczył Amerykanin Steve Cash, najbardziej utytułowany zawodnik w historii dyscypliny na igrzyskach; po trzy złote krążki zdobyli: Josh Pauls, Adam Page i Nikko Landeros). Swój pierwszy medal zdobyła reprezentacja Korei, która w meczu o brąz pokonała reprezentację Włoch.

#### Przepisy
Turniej paraolimpijski w hokeju na sledgach jest przeznaczony dla zawodników z uszkodzeniami kończyn dolnych, które uniemożliwiają uczestnictwo w hokeju na lodzie dla pełnosprawnych sportowców, takimi jak amputacje, ankyloza, artrogrypoza, ograniczona siła mięśni, ataksja, atetoza, różnice w długości nóg większe niż 7 centymetrów lub porażenie. Zasady w hokeju na sledgach podczas igrzysk paraolimpijskich są zbieżne z zasadami wdrożonymi przez IIHF na igrzyskach olimpijskich, z odpowiednimi modyfikacjami dotyczącymi głównie sprzętu dostosowanego do niepełnosprawności olimpijczyków. Zamiast łyżew zawodnicy korzystają ze sledgy (sanek z łyżwami zamiast płóz), a zamiast jednego kija hokejowego, sportowcy są wyposażeni w dwa mniejsze kije z łopatką do uderzania krążka na jednym końcu trzonka i metalowymi zębami służącymi do odpychania się od lodu na drugim.
Zespół może składać się maksymalnie z trzynastu zawodników z pola i dwóch bramkarzy, przy czym na lodowisku w jednej chwili może znajdować się nie więcej niż sześciu zawodników. Do zmian może dojść w dowolnym momencie rozgrywki. Ławki rezerwowych muszą mieć z przodu pleksi oraz wejścia umożliwiające zawodnikom dostęp do lodowiska bez udziału osób trzecich.

## Zasady

### Kwalifikacje
Od 1976, z wyjątkiem 1998 i 2002, kiedy liczba drużyn została zwiększona do czternastu, w turnieju mężczyzn brało udział dwanaście reprezentacji. Liczba rywalizujących zespołów wahała się od czterech (w 1932) do szesnastu (w 1964). Po dopuszczeniu zawodników z ligi NHL do turnieju igrzysk olimpijskich w 1998, reprezentacje „wielkiej szóstki” otrzymywały wolny los, dzięki któremu automatycznie awansowały do rundy finałowej. W tym samym roku liczba drużyn wzrosła do czternastu, dzięki czemu mogła odbyć się runda wstępna składająca się z ośmiu drużyn podzielonych na dwie grupy. Dwa najlepsze zespoły, Białoruś i Kazachstan, awansowały do rundy finałowej dołączając do „wielkiej szóstki”. Podobnego systemu użyto w 2002. By ograniczyć liczbę meczów na turnieju, na kolejnych igrzyskach olimpijskich w 2006 liczba drużyn została zmniejszona do dwunastu. Kwalifikacje na turniej olimpijski w 2010 opierały się na rankingu IIHF w 2008 roku. Ponownie mogło wystąpić dwanaście drużyn. Dziewięć najlepszych w rankingu, który częściowo został ukształtowany na podstawie wyników z Mistrzostw Świata w Hokeju na Lodzie 2008, zapewniło sobie start na igrzyskach olimpijskich. Drużyny z miejsc w rankingu od 19. do 30. walczyły w rundzie kwalifikacyjnej w listopadzie 2008 roku. Najlepsze trzy awansowały do drugiej rundy kwalifikacyjnej, do której dołączyły zespoły z miejsc od 10. do 18 w rankingu. Reprezentacje rywalizowały w trzech grupach, których zwycięzcy awansowali na turniej olimpijski.
Ten sam format był wykorzystany podczas kwalifikacji do turnieju olimpijskiego w 2014 i 2018 roku. Bezpośredni awans na igrzyska olimpijskie w 2014 roku zapewniło sobie dziewięć najwyżej sklasyfikowanych w rankingu IIHF reprezentacji (w tym Rosja będąca gospodarzem turnieju), natomiast w 2018 – osiem najwyżej sklasyfikowanych oraz gospodarz turnieju Korea Południowa. O pozostałe trzy miejsca gwarantujące występ igrzyskach reprezentacje rywalizowały w turniejach kwalifikacyjnych.
Podobny system jest wykorzystywany przy turnieju kobiet. Występ na igrzyskach w 2006 roku zapewniły sobie cztery najlepsze drużyny w rankingu IIHF, który bazował na wynikach z czterech mistrzostw świata (2001–2004). Włoszki jako organizator miały zapewniony start na turnieju olimpijskim. O pozostałe trzy miejsca drużyny rywalizowały w trzech turniejach kwalifikacyjnych, których organizatorami były reprezentacje z miejsc od 5. do 7. w rankingu IIHF. W 2010 liczba drużyn, które miały zapewniony start w igrzyskach, została zwiększona do sześciu (miejsca od 1. do 6. w rankingu IIHF). Kanada, będąca najlepszą reprezentacją świata oraz krajem organizującym, miała zapewniony start na igrzyskach. Zespoły z miejsc od 7. w dół walczyły o ostatnie dwa miejsca: drużyny z miejsc od 13. w dół zostały podzielone na dwie grupy i rywalizowały w pierwszej rundzie kwalifikacyjnej, która odbyła się w grudniu 2008 roku. Zwyciężczynie obu grup awansowały do drugiej rundy kwalifikacyjnej, w której o awans na igrzyska walczyły z reprezentacjami z miejsc od 7. do 12.

### Zawodnicy

#### Wymagania
IIHF wymienia warunki konieczne do spełnienia, by zawodnik mógł brać udział w międzynarodowych turniejach:
- każdy zawodnik musi być pod jurysdykcją narodowego związku zrzeszonego w IIHF,
- każdy zawodnik musi być obywatelem państwa, które reprezentuje.

Jeśli zawodnik, który nigdy nie występował w turnieju organizowanym przez IIHF, zmieni obywatelstwo, musi występować w rozgrywkach krajowych przez co najmniej dwa kolejne sezony i również 16 kolejnych miesięcy (wcześniej 24 miesiące) oraz musi mieć ważną międzynarodową kartę transferową (ang. International Transfer Card, ITC). Jeśli zawodnik, który występował wcześniej w turnieju organizowanym przez IIHF, pragnie zmienić drużynę narodową, musi występować w rozgrywkach tego kraju przez cztery lata. Zawodnik może zmienić reprezentowany kraj tylko raz. Pierwotnie zasady MKOl stanowiły, że sportowiec, który reprezentował jedno państwo, bez względu na okoliczności nie może zmienić reprezentowanego państwa na inne.

#### Profesjonalni zawodnicy

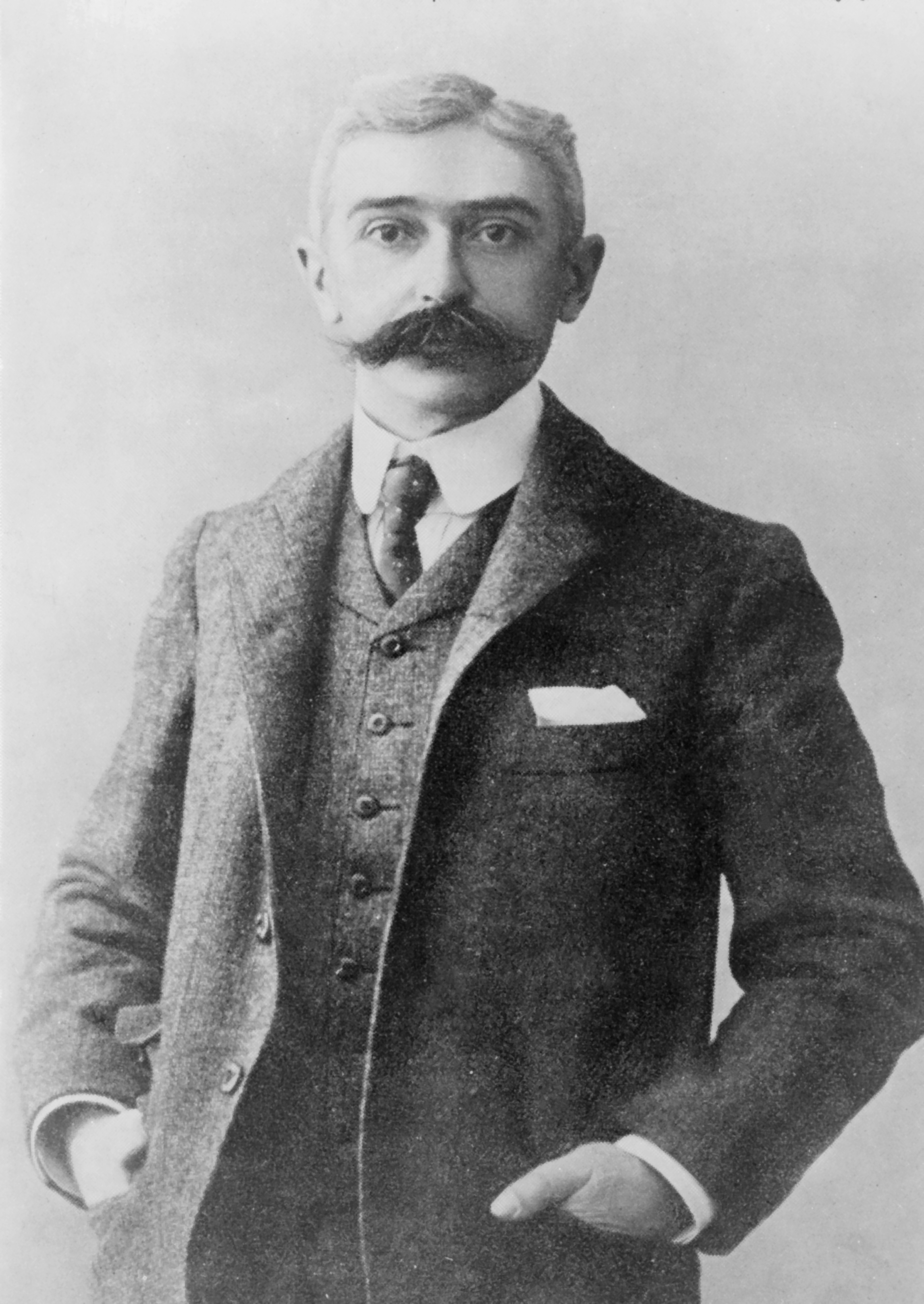
Pierre de Coubertin, twórca MKOl

Pierre de Coubertin, założyciel MKOl, został wychowany zgodnie z etosem arystokracji, który zaszczepił w sobie będąc uczniem angielskiej szkoły państwowej. Nauczano w nich, że sport jest ważną częścią edukacji. Ze sportem ściśle wiązano pojęcie sprawiedliwości, według którego trenowanie było utożsamiane z oszustwem. W miarę rozwoju struktury klasowej w XX wieku definicja amatorskiego sportowca stała się przestarzała. Wraz z pojawieniem się „pełnoetatowych amatorów” wspieranych przez państwa bloku wschodniego, sport odchodził od ideologii całkowitej amatorskości, gdyż stawiał w niekorzystnej sytuacji amatorów z krajów zachodnich, wciąż postępujących zgodnie z ideologią zapoczątkowaną przez Pierre’a de Coubertina. Związek Radziecki budował drużyny ze sportowców, z których wszyscy w teorii byli studentami, żołnierzami lub pracującymi w zawodzie, a w rzeczywistości opłacanymi przez państwo i trenującymi w pełnym wymiarze czasu sportowcami. Mimo to MKOl utrzymał tradycyjne zasady dotyczące amatorskości.

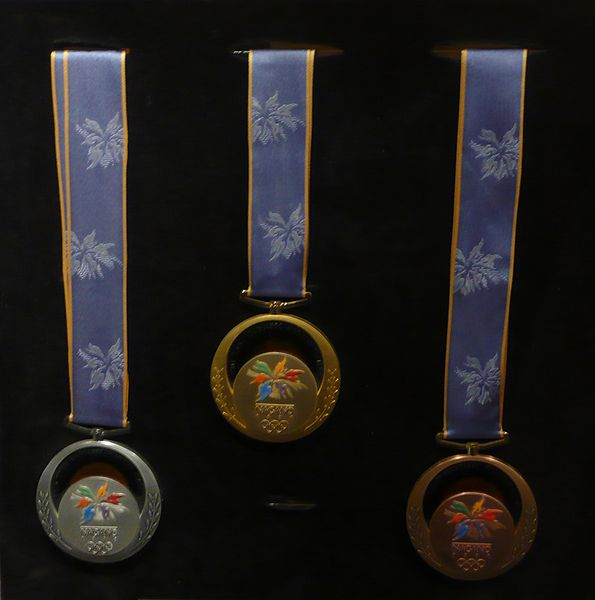
Komplet medali z Zimowych Igrzysk Olimpijskich 1998 na wystawie w Hockey Hall of Fame

Pod koniec 1960 roku Kanadyjski Amatorski Związek Hokeja (CAHA) zwrócił uwagę, że kanadyjscy amatorzy nie byli już w stanie rywalizować z zawodowcami ze Związku Radzieckiego i z innymi, stale rozwijającymi się europejskimi drużynami. Związek nalegał na możliwość korzystania z graczy występujących w ligach zawodowych, lecz spotkał się z oporem ze strony IIHF i MKOl. Avery Brundage, prezydent MKOl w latach 1952–1972, był przeciwny pomysłowi rywalizowania amatorów z zawodowcami. Na kongresie w 1969 roku IIHF pozwoliła Kanadzie na skorzystanie z dziewięciu zawodowców występujących poza NHL podczas mistrzostw świata w 1970 w Montrealu i w Winnipeg. Decyzja została cofnięta w styczniu 1970 roku po tym, jak Brundage oświadczył, że status hokeja jako sportu olimpijskiego będzie zagrożony, jeśli zmiana wejdzie w życie. W odpowiedzi Kanada wycofała się z udziału w rozgrywkach międzynarodowych, a przedstawiciele oświadczyli, że nie wrócą dopóki nie zacznie obowiązywać „otwarta rywalizacja”. W 1975 prezydentem IIHF został Günther Sabetzki, który przyczynił się do rozwiązania sporu z CAHA. W 1976 roku IIHF zgodziła się na „otwartą rywalizację” między wszystkimi graczami w mistrzostwach świata. Mimo to zawodnicy występujący w NHL nie mogli występować na igrzyskach olimpijskich z powodu niechęci NHL do przerywania sezonu oraz polityki MKOl dotyczącej wyłącznej amatorskości.
Przed Zimowymi Igrzyskami Olimpijskimi 1984 rozpoczęto dyskusję na temat profesjonalnego statusu zawodników. MKOl sformułował zasadę umożliwiającą zawodnikom występującym w NHL uczestniczenie w turnieju olimpijskim pod warunkiem rozegrania w tej lidze mniej niż dziesięciu spotkań. Jednakże USOC utrzymywał, że każdy gracz związany kontraktem z zespołem NHL jest profesjonalistą i tym samym nie jest uprawniony do gry. MKOl na nadzwyczajnym posiedzeniu postanowił, że zawodnik z umową w zespole NHL był uprawniony do gry na igrzyskach, jeśli nie wystąpił w żadnym spotkaniu ligowym. Pięciu zawodników – jeden Austriak, dwóch Włochów i dwóch Kanadyjczyków – nie spełniło tego warunku. Zawodnicy występujący w innych ligach zawodowych – takich jak World Hockey Association – zostali dopuszczeni do gry. Jeden z przedstawicieli kanadyjskiego hokeja, Alan Eagleson, oświadczył, że reguła ma zastosowanie tylko wobec zawodników występujących w NHL, natomiast zawodnicy z kontraktami w ligach europejskich nadal są postrzegani jako amatorzy. Murray Costello z CAHA zasugerował, że w grę wchodzi wycofanie się Kanady z olimpijskiego turnieju. W 1986 roku MKOl zezwolił na udział w igrzyskach począwszy od 1988 roku wszystkim zawodnikom, lecz ostatnie zdanie w tej sprawie zostawił federacjom.

#### Udział NHL

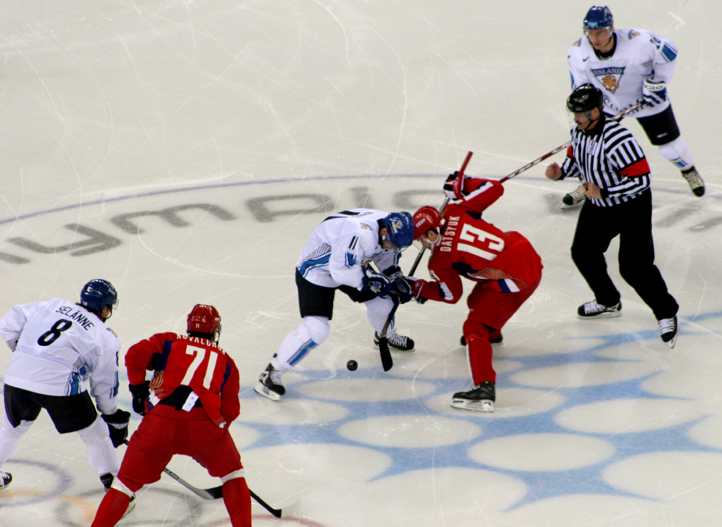
Naprzeciw siebie przy wznowieniu (face-off) zawodnicy NHL Saku Koivu z Finlandii oraz Pawieł Daciuk z Rosji podczas Zimowych Igrzysk Olimpijskich 2006

Przez kolidowanie terminu igrzysk z rozgrywkami NHL – turniej olimpijski rozgrywany jest w lutym, czyli w trakcie sezonu zasadniczego – NHL nie dopuściła do startu zawodników na igrzyskach kolejno w 1988, 1992 i 1994 roku. By zawodnicy NHL mogli wziąć udział igrzyskach, rozgrywki musiałyby zostać przerwane.
W 1992 roku koszykarze z National Basketball Association (NBA) wzięli udział w Letnich Igrzyskach Olimpijskich 1992. Amerykański zespół zdominował turniej, a komisarz NHL, Gary Bettman, stwierdził, że „[NBA] zyskała na popularności na całym świecie”. Wyraził też nadzieję, że udział NHL „rozpropaguje hokej w sposób, jakiego świat jeszcze nie widział”. Sezon NBA odbywa się w okresie zima-wiosna, więc letnie igrzyska olimpijskie nie kolidują z rozgrywkami sezonu regularnego. Bettman zaproponował koncepcję przeniesienia hokeja na letnie igrzyska olimpijskie, ale została ona odrzucona z powodu niezgodności z zasadą Karty Olimpijskiej mówiącej, że sporty zimowe to sporty rozgrywane na lodzie. W marcu 1995 Bettman, René Fasel, prezydent MKOl Juan Antonio Samaranch i dyrektor wykonawczy NHLPA Bob Goodenow spotkali się w Genewie. Doszło do porozumienia, które umożliwiło graczom NHL uczestniczenie w igrzyskach olimpijskich począwszy od 1998 w Nagano. 2 października 1995 NHL oficjalnie poinformowała o porozumieniu. Bettman powiedział: „robimy to, aby rozwijać hokej, po prostu, uważamy, że bez względu jakie korzyści uzyskamy, to uczynimy ten sport większym, silniejszym i zdrowszym”.

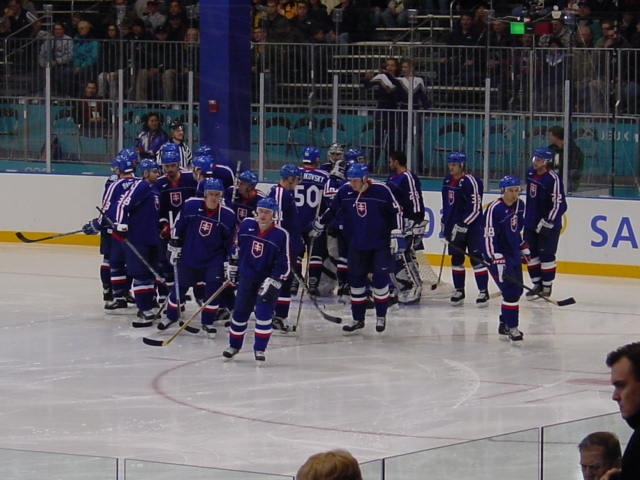
Drużyna Słowacji w 2002 roku

Sezon 2004–2005 rozgrywek NHL początkowo został zawieszony, a ostatecznie odwołany z powodu braku porozumienia między władzami NHL a NHLPA w sprawie wysokości zarobków zawodników NHL. W styczniu 2005 Bettman oświadczył, że jest niechętny przerywaniu sezonu po całkowitym odwołaniu poprzedniego. W lipcu 2005 strony doszły do porozumienia i podpisania nowej umowy (ang. Collective Bargaining Agreement) między NHL a NHLPA, która umożliwiła uczestniczenie zawodnikom NHL w turnieju olimpijskim w 2006 i 2010 roku. Właściciele niektórych drużyn NHL sprzeciwili się występom ich zawodników w igrzyskach, obawiając się potencjalnych kontuzji i zmęczenia. Właściciel Philadelphia Flyers, Ed Snider, powiedział: „wierzę w igrzyska olimpijskie i uważam, że udział w tym turnieju jest dobry dla NHL, jednak biorąc pod uwagę powyższe, ludzie biorący udział powinni być całkowicie zdrowi”. Również niektórzy zawodnicy występujący w NHL wykorzystali przerwę na odpoczynek, nie biorąc udziału w igrzyskach olimpijskich, a kilku doznało kontuzji podczas turnieju olimpijskiego i zostało zmuszonych do opuszczenia meczów ligowych. Bettman powiedział, że kilka zmian jest przedmiotem dyskusji, aby turniej był „nieco bardziej przystępny dla wszystkich”.

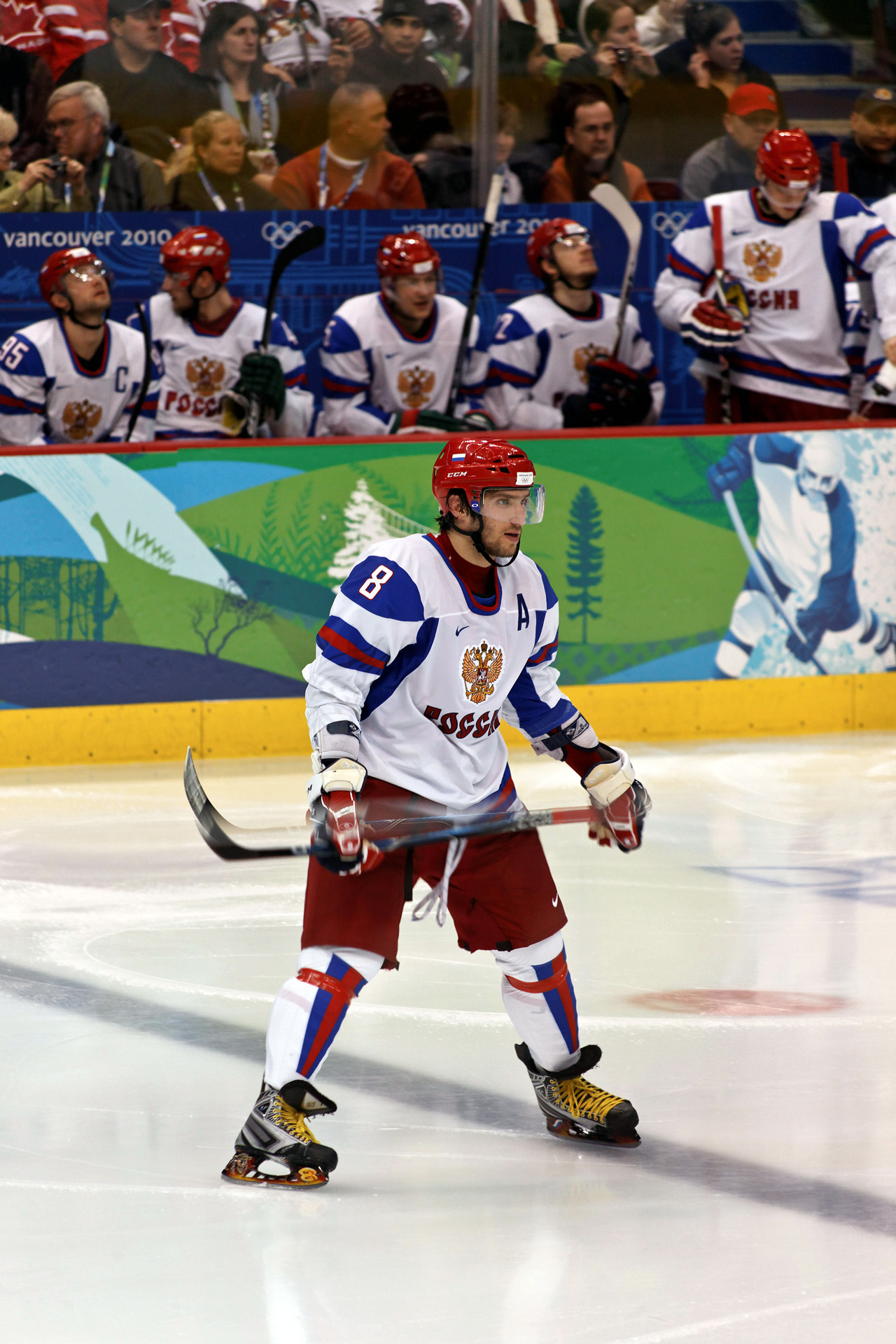
Aleksandr Owieczkin na turnieju olimpijskim w Vancouver w 2010 roku

Pierwotnie zakładano, że uczestnictwo hokeistów NHL w Zimowych Igrzyskach Olimpijskich 2014 będzie negocjowane przez NHL oraz NHLPA przy podpisywaniu nowej umowy między tymi podmiotami (ang. Collective Bargaining Agreement). W styczniu 2013 obie strony zaakceptowały nową umowę, aczkolwiek decyzję o udziale zawodników NHL w turnieju olimpijskim ogłoszono 19 lipca 2013. Częścią porozumienia było wprowadzenie 17-dniowej przerwy w rozgrywkach NHL na czas igrzysk olimpijskich oraz wysłanie trzynastu sędziów na turniej w Soczi. Władze NHL były niechętne angażowaniu się w igrzyska. Bettman twierdził, że olimpijska przerwa jest „obciążeniem dla zawodników, dla harmonogramu i dla kibiców”, dodając że „korzyści dla nas są większe, gdy igrzyska odbywają się w Ameryce Północnej niż w odległych strefach czasowych”. Według Bettmana większość właścicieli zespołów w NHL ma takie samo zdanie, uważając, że liga nie otrzymuje dostatecznie dużych korzyści, by uzasadnić przerwę w rozgrywkach i ryzyko kontuzji u zawodników. Pragnący udziału graczy NHL w igrzyskach René Fasel przysiągł, że „będzie pracować dzień i noc, by w Soczi mieć zawodników NHL”. W trakcie konferencji w październiku 2008 roku ówczesny dyrektor wykonawczy NHLPA, Paul Kelly, stwierdził, że zawodnicy chcą wrócić na igrzyska olimpijskie i spróbują dopisać punkt regulujący tę sytuację w przyszłej umowie między NHL a NHLPA. Rosjanie grający w NHL, Aleksandr Owieczkin i Jewgienij Małkin, oświadczyli, że pragną wystąpić na igrzyskach w swojej ojczyźnie i pojadą do Rosji niezależnie od otrzymania pozwolenia od władz NHL. Paul Kelly sądził też, że już bardzo napięte stosunki między NHL a KHL oraz federacją rosyjską mogą wpłynąć na uczestnictwo NHL. W wywiadzie w 2009 roku prezydent KHL, Aleksandr Miedwiediew, powiedział, że niechęć włodarzy NHL do zobowiązania się do udziału w igrzyskach w Soczi jest „instrumentem nacisku” mającym na celu wymuszenie porozumienia transferowego między obiema ligami. W ramach porozumienia na igrzyska w 2014 roku MKOl musiał zapłacić 8 milionów dolarów na ubezpieczenie zawodników NHL występujących w Soczi, cenę będącą głównym przedmiotem negocjacji między NHL, NHLPA i IIHF. Doszło do podpisania jednorazowej umowy, która przy kolejnych negocjacjach przed igrzyskami w 2018 nie weszła w życie.
Wątpliwości co do udziału zawodników NHL w turnieju olimpijskim w Pjongczangu pojawiały się jeszcze w trakcie rozgrywek w Soczi. Zmartwieniem kierownictwa ligi było ryzyko kontuzji, które mogłyby wpynąć na decydującą część sezonu. Podczas igrzysk w 2014 poważnych, wykluczających z rozgrywek NHL do końca sezonu kontuzji nabawili się kluczowi zawodnicy swoich zespołów – John Tavares z New York Islanders, Henrik Zetterberg z Detroit Red Wings, Mats Zuccarello Aasen z New York Rangers oraz Aleksandr Barkov i Tomáš Kopecký z Florida Panthers. 3 kwietnia 2017 roku władze NHL ogłosiły, że zawodnicy po raz pierwszy od 1994 roku nie pojadą na igrzyska olimpijskie.
Chociaż w kolejnych miesiącach prezydent IIHF René Fasel starał się przekonać NHL do zmiany decyzji, to we wrześniu oświadczył, że nie ma już żadnych szans na udział zawodników z NHL w igrzyskach w Pjongczangu. „Mogę powiedzieć, że ten [temat] przepadł. Będziemy musieli patrzeć w przyszłość, na zimowe igrzyska w Pekinie 2022. Jest bowiem zainteresowanie ligi, co już zauważyliśmy. Jeśli natomiast chodzi o Pjongczang 2018, logistycznie jest to już praktycznie niemożliwe. Ten pociąg opuścił stację”, dodał. Swoje niezadowolenie z decyzji NHL wyraził Aleksandr Owieczkin, kapitan Washington Capitals, jeden z najlepszych hokeistów na świecie: „Olimpiada płynie w mojej krwi i każdy wie, jak bardzo kocham swój kraj” i dodał, że zagra na igrzyskach w Pjongczangu, choćby miał być jedynym zawodnikiem z NHL na tym turnieju. „To jest brutalne (...) Nie widzę żadnego powodu dla którego mielibyśmy nie jechać”, powiedział Justin Faulk, obrońca Carolina Hurricanes, uczestnik turnieju w Soczi. Ostatecznie zawodnicy NHL postąpili zgodnie z decyzją władz ligi i na czas igrzysk zostali w swoich klubach.

### Zasady gry
Pierwszy turniej hokejowy na letnich igrzyskach olimpijskich w 1920 roku rozgrywano na naturalnym lodzie w hali Palais de Glace. Lodowisko, które pierwotnie planowano wykorzystywać wyłącznie do łyżwiarstwa figurowego, miało 56 metrów długości i 18 metrów szerokości. W trakcie meczu zabronione były podania do przodu. Spotkanie było podzielone na dwie dwudziestominutowe połowy. Każda drużyna miała w swoim składzie siedmiu zawodników – dodatkowym był rover. Po turnieju IIHF postanowiła zastosować kanadyjskie zasady dotyczące składów (drużyny sześcioosobowe) oraz długości spotkania (trzy tercje). W 1932 roku w Lake Placid po raz pierwszy mecz hokeja na zimowych igrzyskach olimpijskich rozegrano w hali – w 1924 roku w Chamonix i w 1928 roku w Sankt Moritz odbywały się one wyłącznie pod gołym niebem.

Na igrzyskach w 2010 po raz pierwszy zawody rozgrywano na lodowisku o rozmiarze standardowym dla NHL (na zdjęciu porównanie)

Na turniejach olimpijskich przestrzegane są zasady wdrożone przez IIHF. Na kongresie Międzynarodowej Federacji Hokeja na Lodzie w 1969 roku przegłosowano dopuszczenie bodiczków we wszystkich trzech strefach (zwanych też tercjami, podobnie jak część czasu gry) lodowiska, jak miało to już miejsce w NHL. Wcześniej bodiczkowanie w hokeju międzynarodowym było dozwolone wyłącznie w strefie obronnej danej drużyny. W latach 70. kilka innych zmian zostało wprowadzonych w życie: wprowadzono wymóg noszenia kasków przez zawodników począwszy od 1970 roku oraz masek przez bramkarzy od 1972 roku. W 1992 IIHF zmieniła system rozgrywek w rundzie medalowej na system play-offów, w którym wyłaniani będą medaliści. W przypadku remisu w rundzie medalowej o zwycięstwie mają decydować karne (ang. shootout). W 1998 IIHF dopuściła zasadę podania przez dwie linie dzięki zniesieniu zasady two-line pass lub offside-pass (linie: niebieską strefy defensywnej oraz czerwoną linię środkową). Wcześniej drużyny często stosowały taktykę pułapki w strefie neutralnej (ang. neutral zone trap), która spowalniała grę i zmniejszała liczbę strzelanych bramek (była to sytuacja, w której zespół broniący piątką zawodników zostawał w strefie neutralnej, utrudniając bądź uniemożliwiając przeprowadzenie akcji ofensywnej drużynie przeciwnej).
Obecnie zasady stosowane w rozgrywkach organizowanych przez IIHF nieco odbiegają od zasad w NHL. Jedną z takich różnic jest standard rozmiaru lodowiska: w NHL jest ono nieco węższe, o wymiarach 61 m na 26 m, zamiast międzynarodowego standardu 26–30 metrów na 60 metrów. Przed zmianą wprowadzoną podczas kongresu IIHF w 2014 roku lodowisko według standardów IIHF było znacznie szersze niż obecnie, mając wówczas standard 29–30 metrów szerokości na 60–61 metrów długości. Większy rozmiar lodowiska pozwalał na rozwijanie większych prędkości oraz mniej fizyczną grę. Do 2014 roku różnica również dotyczyła sposobu odgwizdywania uwolnienia (ang. icing), która w tymże roku podczas kongresu IIHF została powielona z NHL (ang. hybrid icing, „uwolnienie mieszane” lub „uwolnienie hybrydowe”). Sędzia liniowy sam zadecyduje, czy i w którym momencie wstrzyma grę przy wybiciu krążka zza czerwonej linii do pola za linią bramkową. Uwolnienie zostanie odgwizdane, jeśli przeciwnik (obrońca) ma większe szanse na dotarcie do krążka niż zawodnik z drużyny wybijającej krążek (atakujący). Jeśli do krążka pierwszy dotrze zawodnik z drużyny wybijającej krążek, gra jest kontynuowana. Wdrożenie uwolnienia mieszanego miało na celu przede wszystkim ograniczenie liczby kontuzji. Zgodnie z wcześniejszymi zasadami IIHF w przypadku uwolnienia gra była bezwzględnie przerywana w momencie przekroczenia przez krążek linii bramkowej. Różnica występuje natomiast w zasadach dotyczących kar. Zarówno w NHL i w rozgrywkach pod egidą IIHF zawodnicy otrzymują 5-minutowe kary za większe przewinienia. Do takich w przypadku NHL można zaliczyć bójki. W rozgrywkach IIHF bójki są niedozwolone, a karą za udział w niej jest wykluczenie z dalszej gry. W rozgrywkach NHL oraz IIHF zawodnicy mogą otrzymać kary mniejsze 2-minutowe i kary podwójne mniejsze (2+2 minuty). Na początku sezonu 2005–2006 NHL liga wdrożyła kilka nowych zasad. Niektóre z nich były już wykorzystywane przez IIHF, takie jak podania przez dwie linie bez spalonego i sposób rozgrywania rzutów karnych. Pozostałe zasady, takie jak wymóg mniejszego sprzętu bramkarskiego i pole w kształcie trapezu znajdujące się za bramką, nie zostały jeszcze zaimplementowane przez IIHF, aczkolwiek w 2014 roku poinformowano, że redukcja bramkarskiego wyposażenia będzie przedmiotem dyskusji między IIHF a producentami sprzętu. Zarówno IIHF, jak i NHL wprowadziły politykę „zero tolerancji dla utrudniania” i wymagają od sędziów częstego karania za zahaczanie, trzymanie przeciwnika i przeszkadzanie.
Kadra każdej drużyny może składać się z od 15 do 20 hokeistów (napastników i obrońców) oraz dwóch lub trzech bramkarzy, z których wszyscy muszą być obywatelami kraju, który reprezentują.
Jednym z warunków NHL koniecznych do spełnienia by NHL wydała zgodę na uczestnictwo jej zawodników w igrzyskach jest uwzględnienie sędziów głównych i liniowych z NHL przy wybieraniu składów sędziowskich na turniej, mimo tego że są to Amerykanie lub Kanadyjczycy, co może budzić obawy o ich stronniczość w sędziowaniu.

#### Proces zmiany zasad w hokeju międzynarodowym
Jedynym organem uprawnionym do zmian zasad dotyczących międzynarodowych rozgrywek hokeja na lodzie jest najwyższe ciało legislacyjne IIHF, czyli Kongres Generalny (ang. General Congress). Kongres Generalny tworzą delegaci z wszystkich federacji zrzeszonych w IIHF. Z pewnymi wyjątkami odbywa się on co cztery lata – pierwszy w 1975 roku (podczas Kongresu Generalnego jest m.in. wybierany prezydent IIHF). Co cztery lata korygowana jest również IIHF Rule Book, w której zapisane są zasady międzynarodowego hokeja na lodzie (obecnie obowiązuje IIHF Rule Book 2018–2022). Do akceptacji tych zmian doszło na rocznym kongresie IIHF w 2014 roku w Mińsku (ang. IIHF Annual Congress). Nowe zasady weszły w życie od sezonu rozpoczynającego się w 2014 roku. Na najważniejsze zmiany składają się:
- przesunięcie niebieskich linii do 22,86 metra (wcześniej 21,33 metra) od końca lodowiska w kierunku linii środkowej, zwiększając strefy ofensywne zespołów o półtora metra,
- ustalenie wymiarów lodowiska na 26–30 metrów na 60 metrów (wcześniej 29–30 metrów na 60–61 metrów); w przypadku innych wymiarów lodowiska w rozgrywkach pod egidą IIHF wymagana jest akceptacja IIHF,
- wprowadzenie mieszanego (hybrydowego) uwolnienia, które sprawdziło się już w rozgrywkach NHL,
- zabronienie sposobu wykonywania rzutów karnych z wykonaniem 360-stopniowego obrotu (tzw. spin-o-rama),
- zgoda członków na redukcję bramkarskiego wyposażenia, jednak zmiana ta nie została wprowadzona na lata 2014–2018; IIHF i producenci sprzętu mają mieć czas na przedyskutowanie tej propozycji.

W trakcie tego samego kongresu odrzucono cześć propozycji, między innymi:
- nakładanie większych kar za jakiekolwiek umyślne chwytanie, przytrzymywanie i przekręcanie głowy przeciwnika,
- przesunięcie linii bramkowej bliżej końca lodowiska (z 4 do 3,3 metra),
- przywrócenie zasady spalonego przy czerwonej linii (przywrócenie zasady two-line pass),
- podwojenie kary do 2+2 minut za przeszkadzanie bramkarzowi,
- bramkarze nie mogą zamrozić krążka jeśli strzał ma miejsce zza niebieskiej linii.

### Niedozwolone substancje
W rozgrywkach organizowanych przez IIHF zastosowanie mają antydopingowe regulacje Światowej Agencji Antydopingowej (ang. The World Anti-Doping Agency, WADA) dotyczące dopingu wydolnościowego. IIHF ma listę czołowych drużyn i zawodników (ang. Registered Testing Pool), którzy są poddawani losowym kontrolom antydopingowym zarówno przed spotkaniami, jak i po spotkaniach. Zgodnie z regulacjami WADA, pozytywny wynik testu antydopingowego zawodnika skutkuje jego dyskwalifikacją oraz zawieszeniem zależnym od liczby wykroczeń. Zespół, w którym miał występować zawodnik z pozytywnym wynikiem, również jest objęty kontrolą antydopingową; w przypadku kolejnego pozytywnego wyniku, cała drużyna może zostać zdyskwalifikowana. W 2001 Komitet Olimpijski Stanów Zjednoczonych (USOC) naciskał, by amerykańscy hokeiści występujący w NHL i będący w kręgu zainteresowania selekcjonera reprezentacji byli poddawani losowym testom na doping. USOC wymaga, by każdy zawodnik związany z kadrą olimpijską był przedmiotem losowej kontroli przeprowadzanej przez Amerykańską Agencję Antydopingową, lecz w przypadku igrzysk w Nagano w 1998 zwolniła z tych kontroli zawodników grających w NHL. NHL wolała stosować bardziej jednolitą metodę kontroli, w której wszyscy zawodnicy przechodzą tę samą liczbę testów przeprowadzanych przez WADA. Doszło do porozumienia, na mocy którego WADA miałaby rozpoczynać kontrole po zakończeniu play-offów w NHL.
| Zawodnik                | Kraj           | Igrzyska | Substancja          | Kara                                     | Informacja | Przypis         |
| ----------------------- | -------------- | -------- | ------------------- | ---------------------------------------- | --- | --------------- |
| Alois Schloder          | RFN            | 1972     | Efedryna            | 6-miesięczne zawieszenie w ramach IIHF   | Pierwszy sportowiec na zimowych igrzyskach olimpijskich z pozytywnym wynikiem testu na niedozwoloną substancję. Schloder został wykluczony z dalszej części turnieju; drużyna kontynuowała występy. | [ 43 ]          |
| František Pospíšil      | Czechosłowacja | 1976     | Kodeina             | Żadna                                    | Lekarz reprezentacji Otto Trefny, który przepisał Pospíšilowi lek na grypę, został dożywotnio zdyskwalifikowany. Drużyna musiała oddać mecz przeciwko Polsce, ale zdobyła srebrny medal, który trafił również do Pospíšila. | [ 247 ] [ 248 ] |
| Jarosław Morawiecki     | Polska         | 1988     | Testosteron         | 18-miesięczne zawieszenie w ramach IIHF  | Reprezentacja Polski mogła kontynuować grę na turnieju bez Morawieckiego, ale zabrano jej dwa punkty zdobyte w spotkaniu z reprezentacją Francji. | [ 249 ]         |
| Mattias Öhlund          | Szwecja        | 2002     | Acetazolamid        | Żadna                                    | Öhlund nieumyślnie przyjął substancję z lekami, które zażywał po operacji oka. Zawodnik nie został zawieszony. | [ 250 ]         |
| Wasil Pankou            | Białoruś       | 2002     | 19-Norandrosteron   | Dyskwalifikacja z mocą wsteczną          | Pankou został zmuszony do zwrócenia dyplomu olimpijskiego. Lekarz reprezentacji został wykluczony z przyszłych igrzysk w 2006 i 2010. | [ 251 ]         |
| Ľubomír Višňovský       | Słowacja       | 2010     | Pseudoefedryna      | Reprymenda                               | Višňovský przyjął Advil Cold & Sinus, by zwalczyć przeziębienie, będąc nieświadomym, że lek zawiera zakazaną przez WADA substancję. Zawodnik skonsultował się z lekarzem reprezentacji i zadeklarował, że brał lek na przeziębienie. Poziom zakazanej substancji w drugiej i trzeciej próbce był znacznie poniżej limitów WADA. | [ 252 ]         |
| Vitālijs Pavlovs        | Łotwa          | 2014     | Metyloheksanamina   | Dyskwalifikacja z udziału w ćwierćfinale | Pavlovs został zdyskwalifikowany z ćwierćfinału Kanada–Łotwa i został zmuszony do zwrócenia dyplomu olimpijskiego. Zawodnik tłumaczył, że „zażywał suplementy diety zgodnie z zaleceniem lekarza drużyny klubowej i nie potrafi wyjaśnić, w jaki sposób ta substancja dostała się do jego organizmu”. | [ 253 ]         |
| Nicklas Bäckström       | Szwecja        | 2014     | Pseudoefedryna      | Wycofanie z finału                       | Bäckström przyjmował lek bez recepty na zapalenie zatok. Od lekarza otrzymał zapewnienie, że w związku z przyjmowaniem tego leku w przyszłości zawodnika nie będą czekać żadne konsekwencje. Wstępnie medal Bäckströma został zatrzymany, lecz jeszcze tego samego miesiąca został mu zwrócony. MKOl zdecydował, że „nie istnieje żadna przesłanka, która wskazywałaby na zamierzone działanie sportowca w celu zwiększenia swojej wydolności poprzez przyjmowanie niedozwolonej substancji”. | [ 255 ] [ 256 ] |
| Ralfs Freibergs         | Łotwa          | 2014     | Sterydy anaboliczne | Dyskwalifikacja z udziału w ćwierćfinale | Freibergs został zdyskwalifikowany z ćwierćfinału Kanada–Łotwa i został zmuszony do zwrócenia dyplomu olimpijskiego. | [ 257 ]         |
| Inna Diubanok           | Rosja          | 2018     | Tuszowanie wyników  | Dyskwalifikacja z mocą wsteczną          | Dyskwalifikacja w związku z ujawnieniem procederu tuszowania dopingu z udziałem państwa rosyjskiego (nazwanego Disappearing Positive Methodology) w raporcie Richarda McLarena z komisji Światowej Agencji Antydopingowej. Po odwołaniu się od decyzji MKOl przez zawodniczkę, Sportowy Sąd Arbitrażowy podtrzymał decyzję o dyskwalifikacji dla Inny Diubanok. | [ 259 ]         |
| Jekatierina Lebiediewa  | Rosja          | 2018     | Tuszowanie wyników  | Dyskwalifikacja z mocą wsteczną          | Dyskwalifikacja w związku z ujawnieniem procederu tuszowania dopingu z udziałem państwa rosyjskiego (nazwanego Disappearing Positive Methodology) w raporcie Richarda McLarena z komisji Światowej Agencji Antydopingowej. Po odwołaniu się od decyzji MKOl, Sportowy Sąd Arbitrażowy uchylił karę dyskwalifikacji ze względu na niewystarczające dowody naruszenia przez zawodniczkę zasad antydopingowych.                                                                                  | [ 259 ]         |
| Jekatierina Paszkiewicz | Rosja          | 2018     | Tuszowanie wyników  | Dyskwalifikacja z mocą wsteczną          | Dyskwalifikacja w związku z ujawnieniem procederu tuszowania dopingu z udziałem państwa rosyjskiego (nazwanego Disappearing Positive Methodology) w raporcie Richarda McLarena z komisji Światowej Agencji Antydopingowej. Po odwołaniu się od decyzji MKOl, Sportowy Sąd Arbitrażowy uchylił karę dyskwalifikacji ze względu na niewystarczające dowody naruszenia przez zawodniczkę zasad antydopingowych.                                                                                  | [ 259 ]         |
| Anna Szybanowa          | Rosja          | 2018     | Tuszowanie wyników  | Dyskwalifikacja z mocą wsteczną          | Dyskwalifikacja w związku z ujawnieniem procederu tuszowania dopingu z udziałem państwa rosyjskiego (nazwanego Disappearing Positive Methodology) w raporcie Richarda McLarena z komisji Światowej Agencji Antydopingowej. Po odwołaniu się od decyzji MKOl przez zawodniczkę, Sportowy Sąd Arbitrażowy podtrzymał decyzję o dyskwalifikacji dla Anny Szybanowej. | [ 259 ]         |
| Jekatierina Smolencewa  | Rosja          | 2018     | Tuszowanie wyników  | Dyskwalifikacja z mocą wsteczną          | Dyskwalifikacja w związku z ujawnieniem procederu tuszowania dopingu z udziałem państwa rosyjskiego (nazwanego Disappearing Positive Methodology) w raporcie Richarda McLarena z komisji Światowej Agencji Antydopingowej. Po odwołaniu się od decyzji MKOl, Sportowy Sąd Arbitrażowy uchylił karę dyskwalifikacji ze względu na niewystarczające dowody naruszenia przez zawodniczkę zasad antydopingowych.                                                                                  | [ 259 ]         |
| Galina Skiba            | Rosja          | 2018     | Tuszowanie wyników  | Dyskwalifikacja z mocą wsteczną          | Dyskwalifikacja w związku z ujawnieniem procederu tuszowania dopingu z udziałem państwa rosyjskiego (nazwanego Disappearing Positive Methodology) w raporcie Richarda McLarena z komisji Światowej Agencji Antydopingowej. Po odwołaniu się od decyzji MKOl przez zawodniczkę, Sportowy Sąd Arbitrażowy podtrzymał decyzję o dyskwalifikacji dla Galiny Skiby. | [ 259 ]         |
| Tatjana Burina          | Rosja          | 2018     | Tuszowanie wyników  | Dyskwalifikacja z mocą wsteczną          | Dyskwalifikacja w związku z ujawnieniem procederu tuszowania dopingu z udziałem państwa rosyjskiego (nazwanego Disappearing Positive Methodology) w raporcie Richarda McLarena z komisji Światowej Agencji Antydopingowej. Po odwołaniu się od decyzji MKOl, Sportowy Sąd Arbitrażowy uchylił karę dyskwalifikacji ze względu na niewystarczające dowody naruszenia przez zawodniczkę zasad antydopingowych.                                                                                  | [ 260 ]         |
| Anna Szczukina          | Rosja          | 2018     | Tuszowanie wyników  | Dyskwalifikacja z mocą wsteczną          | Dyskwalifikacja w związku z ujawnieniem procederu tuszowania dopingu z udziałem państwa rosyjskiego (nazwanego Disappearing Positive Methodology) w raporcie Richarda McLarena z komisji Światowej Agencji Antydopingowej. Po odwołaniu się od decyzji MKOl, Sportowy Sąd Arbitrażowy uchylił karę dyskwalifikacji ze względu na niewystarczające dowody naruszenia przez zawodniczkę zasad antydopingowych.                                                                                  | [ 260 ]         |
| Žiga Jeglič             | Słowenia       | 2018     | Fenoterol           | Dyskwalifikacja                          | U zawodnika wykryto będący na liście zabronionych substancji przez WADA Fenoterol, rozszerzający oskrzela i ułatwiający swobodny przepływ powietrza w drogach oddechowych. Zawodnik został wykluczony z dalszych rozgrywek i musiał opuścić wioskę olimpijską. | [ 263 ]         |
| Kim Un-hyang            | Korea Północna | 2018     | Hydrochlorotiazyd   | Żadna                                    | W organizmie Koreanki Północnej wykryto diuretyk Hydrochlorotiazyd, który jest klasyfikowany jako środek maskujący doping i znajduje się na liście substancji zabronionych przez WADA. Zawodniczka udowodniła, że pozytywny wynik testów był skutkiem spożycia skażonych produktów spożywczych i została oczyszczona z zarzutów o doping. Informacja o zaistniałej sytuacji została upubliczniona dopiero po igrzyskach olimpijskich.                                                         | [ 264 ]         |

Pod koniec 2005 roku dwóch zawodników NHL znajdujących się na liście potencjalnych olimpijczyków nie przeszło testów na występowanie zabronionych przez WADA substancji. Amerykanin Brian Berard, członek kadry na igrzyskach w 1998, uzyskał pozytywny wynik na obecność w organizmie niedozwolonego 19-Norandrosteronu. Kanadyjczyk José Théodore nie przeszedł testu, ponieważ przyjmował lek o nazwie Propecia zawierający niezwiększający wydolności finasteryd. Obaj zawodnicy otrzymali dwuletnie zakazy występowania w meczach międzynarodowych, chociaż żaden już nigdy w reprezentacji nie zagrał.

## Uczestnicy
| #       | Końcowa pozycja zespołu.                                     |
| =#      | Wskazuje, że dwa lub więcej zespołów dzieliły jedną pozycję. |
| –       | Zespół nie uczestniczył w turnieju.                          |
| DSQ     | Zespół został zdyskwalifikowany w trakcie turnieju.          |
|         | Państwo nie istniało w tym roku.                             |
| Źródła: |                                                              |

### Mężczyźni
| Państwo                              | 20 | 24 | 28 | 32 | 36 | 48  | 52 | 56 | 60 | 64 | 68 | 72 | 76 | 80 | 84 | 88 | 92 | 94 | 98 | 02 | 06 | 10 | 14 | 18  | 22  | Występy |
| ------------------------------------ | -- | -- | -- | -- | -- | --- | -- | -- | -- | -- | -- | -- | -- | -- | -- | -- | -- | -- | -- | -- | -- | -- | -- | --- | --- | ------- |
| Australia (AUS)                      | –  | –  | –  | –  | –  |     | –  | –  | 9  | –  | –  | –  | –  | –  | –  | –  | –  | –  | –  | –  | –  | –  | –  | –   | –   | 1       |
| Austria (AUT)                        |    | –  | 5  | –  | 7  | 7   | –  | 10 | –  | 13 | 13 | –  | 8  | –  | 10 | 9  | –  | 12 | 14 | 12 | –  | –  | 10 | –   | –   | 13      |
| Belgia (BEL)                         | 7  | 7  | 8  | –  | 9  | –   | –  | –  |    | –  |    | –  | –  | –  | –  | –  | –  | –  | –  | –  | –  | –  | –  | –   | –   | 4       |
| Białoruś (BLR)                       |    |    |    |    |    |     |    |    |    |    |    |    |    |    |    |    |    | –  | 7  | 4  | –  | 9  | –  | –   | –   | 3       |
| Bułgaria (BUL)                       |    |    |    |    | –  | –   | –  | –  | –  | –  | –  | –  | 12 | –  | –  | –  | –  | –  | –  | –  | –  | –  | –  | –   | –   | 1       |
| Chiny (CHN)                          |    |    |    |    |    |     |    |    |    |    |    |    |    | –  | –  | –  | –  | –  | –  | –  | –  | –  | –  | –   | 12  | 1       |
| Czechosłowacja (TCH)                 | 3  | 5  | 5  | –  | 4  | 2   | 4  | 5  | 4  | 3  | 2  | 3  | 2  | 5  | 2  | 6  | 3  |    |    |    |    |    |    |     |     | 16      |
| Czechy (CZE)                         |    |    |    |    |    |     |    |    |    |    |    |    |    |    |    |    |    | 5  | 1  | 7  | 3  | 7  | 6  | 4   | 9   | 8       |
| Dania (DNK)                          | –  |    |    |    |    | –   | –  | –  | –  | –  | –  | –  | –  | –  | –  | –  | –  | –  | –  | –  | –  | –  | –  | –   | 7   | 1       |
| Finlandia (FIN)                      | –  | –  | –  | –  | –  | –   | 7  | –  | 7  | 6  | 5  | 5  | 4  | 4  | 6  | 2  | 7  | 3  | 3  | 6  | 2  | 3  | 3  | 6   | 1   | 18      |
| Francja (FRA)                        | 6  | 5  | 5  | –  | 9  | –   | –  | –  | –  | –  | 14 | –  | –  | –  | –  | 11 | 8  | 10 | 11 | 14 | –  | –  | –  | –   | –   | 10      |
| Holandia (NED)                       | –  |    | –  |    | –  | –   | –  | –  | –  | –  | –  | –  | –  | 8  | –  | –  | –  | –  | –  | –  | –  | –  | –  | –   | –   | 1       |
| Japonia (JPN)                        | –  |    | –  | –  | 9  | –   | –  | –  | 8  | 11 | 10 | 9  | 9  | 12 | –  | –  | –  | –  | 13 | –  | –  | –  | –  | –   | –   | 8       |
| Jugosławia (YUG)                     | –  | –  | –  | –  | –  | –   | –  | –  | –  | 14 | 9  | 11 | 10 | –  | 11 | –  | –  |    |    |    |    |    |    |     |     | 5       |
| Kanada (CAN)                         | 1  | 1  | 1  | 1  | 2  | 1   | 1  | 3  | 2  | 4  | 3  | –  | –  | 6  | 4  | 4  | 2  | 2  | 4  | 1  | 7  | 1  | 1  | 3   | 6   | 23      |
| Kazachstan (KAZ)                     |    |    |    |    |    |     |    |    |    |    |    |    |    |    |    |    |    | –  | 8  | –  | 9  | –  | –  | –   | –   | 2       |
| Korea Południowa (KOR)               |    |    |    |    |    | –   | –  | –  | –  | –  | –  | –  | –  | –  | –  | –  | –  | –  | –  | –  | –  | –  | –  | 12  | –   | 1       |
| Łotwa (LAT)                          |    | –  | –  | –  | 9  |     |    |    |    |    |    |    |    |    |    |    | –  | –  | –  | 9  | 12 | 12 | 8  | –   | 11  | 6       |
| Niemcy (GER)                         |    |    | 8  | 3  | 5  |     |    |    |    |    |    |    |    |    |    |    | 6  | 7  | 9  | 8  | 10 | 11 | –  | 2   | 10  | 11      |
| Norwegia (NOR)                       | –  | –  | –  | –  | –  | –   | 9  | –  | –  | 10 | 11 | 8  | –  | 11 | 12 | 12 | 9  | 11 | –  | –  | –  | 10 | 12 | 8   | –   | 12      |
| NRD (GDR)                            |    |    |    |    |    |     | –  | –  | –  | –  | 8  | –  | –  | –  | –  | –  |    |    |    |    |    |    |    |     |     | 1       |
| Polska (POL)                         |    | –  | 8  | 4  | 9  | 6   | 6  | 8  | –  | 9  | –  | 6  | 6  | 7  | 8  | 10 | 11 | –  | –  | –  | –  | –  | –  | –   | –   | 13      |
| RFN (FRG)                            |    |    |    |    |    |     | 8  | 6  | 6  | 7  | 7  | 7  | 3  | 10 | 5  | 5  |    |    |    |    |    |    |    |     |     | 10      |
| Rosja (RUS)                          |    |    |    |    |    |     |    |    |    |    |    |    |    |    |    |    |    | 4  | 2  | 3  | 4  | 6  | 5  | DSQ | DSQ | 6       |
| Rumunia (ROU)                        |    |    | –  | –  | –  | –   | –  | –  |    | 12 | 12 | –  | 7  | 9  | –  | –  | –  | –  | –  | –  | –  | –  | –  | –   | –   | 4       |
| Słowacja (SVK)                       |    |    |    |    |    |     |    |    |    |    |    |    |    |    |    |    |    | 6  | 10 | 13 | 5  | 4  | 11 | 11  | 3   | 8       |
| Słowenia (SLO)                       |    |    |    |    |    |     |    |    |    |    |    |    |    |    |    |    | –  | –  | –  | –  | –  | –  | 7  | 9   | –   | 2       |
| Sportowcy olimpijscy z Rosji (OAR)   |    |    |    |    |    |     |    |    |    |    |    |    |    |    |    |    |    |    |    |    |    |    |    | 1   | 2   | 2       |
| Stany Zjednoczone (USA)              | 2  | 2  | –  | 2  | 3  | DSQ | 2  | 2  | 1  | 5  | 6  | 2  | 5  | 1  | 7  | 7  | 4  | 8  | 6  | 2  | 8  | 2  | 4  | 7   | 5   | 23      |
| Szwajcaria (SUI)                     | 5  | 7  | 3  | –  | 9  | 3   | 5  | 9  | –  | 8  | –  | 10 | 11 | –  | –  | 8  | 10 | –  | –  | 11 | 6  | 8  | 9  | 10  | 8   | 18      |
| Szwecja (SWE)                        | 4  | 4  | 2  | –  | 5  | 4   | 3  | 4  | 5  | 2  | 4  | 4  | –  | 3  | 3  | 3  | 5  | 1  | 5  | 5  | 1  | 5  | 2  | 5   | 4   | 23      |
| Ukraina (UKR)                        |    |    |    |    |    |     |    |    |    |    |    |    |    |    |    |    |    | –  | –  | 10 | –  | –  | –  | –   | –   | 1       |
| Węgry (HUN)                          |    | –  | 11 | –  | 7  | –   | –  | –  | –  | 16 | –  | –  | –  | –  | –  | –  | –  | –  | –  | –  | –  | –  | –  | –   | –   | 3       |
| Wielka Brytania (GBR)                | –  | 3  | 4  | –  | 1  | 5   | –  | –  | –  | –  | –  | –  | –  | –  | –  | –  | –  | –  | –  | –  | –  | –  | –  | –   | –   | 4       |
| Włochy (ITA)                         | –  | –  | –  | –  | 9  | 8   | –  | 7  | –  | 15 | –  | –  | –  | –  | 9  | –  | 12 | 9  | 12 | –  | 11 | –  | –  | –   | –   | 9       |
| Wspólnota Niepodległych Państw (WNP) |    |    |    |    |    |     |    |    |    |    |    |    |    |    |    |    | 1  |    |    |    |    |    |    |     |     | 1       |
| Związek Radziecki (URS)              |    |    |    |    |    |     |    | 1  | 3  | 1  | 1  | 1  | 1  | 2  | 1  | 1  |    |    |    |    |    |    |    |     |     | 9       |
| Liczba zespołów                      | 7  | 8  | 11 | 4  | 15 | 9   | 9  | 10 | 9  | 16 | 14 | 11 | 12 | 12 | 12 | 12 | 12 | 12 | 14 | 14 | 12 | 12 | 12 | 12  | 12  | 274     |

### Kobiety
| Państwo                            | 98 | 02 | 06 | 10 | 14 | 18  | Występy |
| ---------------------------------- | -- | -- | -- | -- | -- | --- | ------- |
| Chiny (CHN)                        | 4  | 7  | –  | 7  | –  | –   | 3       |
| Finlandia (FIN)                    | 3  | 4  | 4  | 3  | 5  | 3   | 6       |
| Japonia (JPN)                      | 6  | –  | –  | –  | 8  | 6   | 3       |
| Kanada (CAN)                       | 2  | 1  | 1  | 1  | 1  | 2   | 6       |
| Kazachstan (KAZ)                   | –  | 8  | –  | –  | –  | –   | 1       |
| Niemcy (GER)                       | –  | 6  | 5  | –  | 7  | –   | 3       |
| Rosja (RUS)                        | –  | 5  | 6  | 6  | 6  | DSQ | 5       |
| Słowacja (SVK)                     | –  | –  | –  | 8  | –  | –   | 1       |
| Sportowcy olimpijscy z Rosji (OAR) | –  | –  | –  | –  | –  | 4   | 1       |
| Stany Zjednoczone (USA)            | 1  | 2  | 3  | 2  | 2  | 1   | 6       |
| Szwajcaria (SUI)                   | –  | –  | 7  | 5  | 3  | 5   | 4       |
| Szwecja (SWE)                      | 5  | 3  | 2  | 4  | 4  | 7   | 6       |
| Włochy (ITA)                       | –  | –  | 8  | –  | –  | –   | 1       |
| Zjednoczona Korea (KOR)            | –  | –  | –  | –  | –  | 8   | 1       |
| Liczba zespołów                    | 6  | 8  | 8  | 8  | 8  | 8   | 32      |

## Medaliści
Legenda
| ^   | Turniej odbył się podczas letnich igrzysk olimpijskich w Antwerpii. |
| *   | Turniej rozgrywany również jako mistrzostwa świata.                 |
|     | Przyszły turniej.                                                   |
| (#) | Liczba kolejnego triumfu w historii.                                |

### Mężczyźni
| Rok    | Złoto                        | Srebro                      | Brąz              | Miasto-gospodarz       | Państwo-gospodarz |
| ------ | ---------------------------- | --------------------------- | ----------------- | ---------------------- | ----------------- |
| 1920 ^ | Kanada (1)                   | Stany Zjednoczone           | Czechosłowacja    | Antwerpia              | Belgia            |
| 1924 * | Kanada (2)                   | Stany Zjednoczone           | Wielka Brytania   | Chamonix               | Francja           |
| 1928 * | Kanada (3)                   | Szwecja                     | Szwajcaria        | St. Moritz             | Szwajcaria        |
| 1932 * | Kanada (4)                   | Stany Zjednoczone           | Rzesza Niemiecka  | Lake Placid            | Stany Zjednoczone |
| 1936 * | Wielka Brytania (1)          | Kanada                      | Stany Zjednoczone | Garmisch-Partenkirchen | III Rzesza        |
| 1948 * | Kanada (5)                   | Czechosłowacja              | Szwajcaria        | St. Moritz             | Szwajcaria        |
| 1952 * | Kanada (6)                   | Stany Zjednoczone           | Szwecja           | Oslo i Drammen         | Norwegia          |
| 1956 * | ZSRR (1)                     | Stany Zjednoczone           | Kanada            | Cortina d’Ampezzo      | Włochy            |
| 1960 * | Stany Zjednoczone (1)        | Kanada                      | ZSRR              | Squaw Valley           | Stany Zjednoczone |
| 1964 * | ZSRR (2)                     | Szwecja                     | Czechosłowacja    | Innsbruck              | Austria           |
| 1968 * | ZSRR (3)                     | Czechosłowacja              | Kanada            | Grenoble               | Francja           |
| 1972   | ZSRR (4)                     | Stany Zjednoczone           | Czechosłowacja    | Sapporo                | Japonia           |
| 1976   | ZSRR (5)                     | Czechosłowacja              | Niemcy            | Innsbruck              | Austria           |
| 1980   | Stany Zjednoczone (2)        | ZSRR                        | Szwecja           | Lake Placid            | Stany Zjednoczone |
| 1984   | ZSRR (6)                     | Czechosłowacja              | Szwecja           | Sarajewo               | Jugosławia        |
| 1988   | ZSRR (7)                     | Finlandia                   | Szwecja           | Calgary                | Kanada            |
| 1992   | WNP (1)                      | Kanada                      | Czechosłowacja    | Albertville            | Francja           |
| 1994   | Szwecja (1)                  | Kanada                      | Finlandia         | Lillehammer            | Norwegia          |
| 1998   | Czechy (1)                   | Rosja                       | Finlandia         | Nagano                 | Japonia           |
| 2002   | Kanada (7)                   | Stany Zjednoczone           | Rosja             | Salt Lake City         | Stany Zjednoczone |
| 2006   | Szwecja (2)                  | Finlandia                   | Czechy            | Turyn                  | Włochy            |
| 2010   | Kanada (8)                   | Stany Zjednoczone           | Finlandia         | Vancouver              | Kanada            |
| 2014   | Kanada (9)                   | Szwecja                     | Finlandia         | Soczi                  | Rosja             |
| 2018   | Sportowcy olimpijscy z Rosji | Niemcy                      | Kanada            | Pjongczang             | Korea Południowa  |
| 2022   | Finlandia                    | Rosyjski Komitet Olimpijski | Słowacja          | Pekin                  | Chiny             |

### Kobiety
| Rok  | Złoto                 | Srebro            | Brąz              | Miasto-gospodarz | Państwo-gospodarz |
| ---- | --------------------- | ----------------- | ----------------- | ---------------- | ----------------- |
| 1998 | Stany Zjednoczone (1) | Kanada            | Finlandia         | Nagano           | Japonia           |
| 2002 | Kanada (1)            | Stany Zjednoczone | Szwecja           | Salt Lake City   | Stany Zjednoczone |
| 2006 | Kanada (2)            | Szwecja           | Stany Zjednoczone | Turyn            | Włochy            |
| 2010 | Kanada (3)            | Stany Zjednoczone | Finlandia         | Vancouver        | Kanada            |
| 2014 | Kanada (4)            | Stany Zjednoczone | Szwajcaria        | Soczi            | Rosja             |
| 2018 | Stany Zjednoczone (2) | Kanada            | Finlandia         | Pjongczang       | Korea Południowa  |
| 2022 |                       |                   |                   | Pekin            | Chiny             |

### Hokej na sledgach
| Rok  | Złoto                 | Srebro   | Brąz              | Miasto-gospodarz | Państwo-gospodarz |
| ---- | --------------------- | -------- | ----------------- | ---------------- | ----------------- |
| 1994 | Szwecja (1)           | Norwegia | Kanada            | Lillehammer      | Norwegia          |
| 1998 | Norwegia (1)          | Kanada   | Szwecja           | Nagano           | Japonia           |
| 2002 | Stany Zjednoczone (1) | Norwegia | Szwecja           | Salt Lake City   | Stany Zjednoczone |
| 2006 | Kanada (1)            | Norwegia | Stany Zjednoczone | Turyn            | Włochy            |
| 2010 | Stany Zjednoczone (2) | Japonia  | Norwegia          | Vancouver        | Kanada            |
| 2014 | Stany Zjednoczone (3) | Rosja    | Kanada            | Soczi            | Rosja             |
| 2018 | Stany Zjednoczone (4) | Kanada   | Korea Południowa  | Pjongczang       | Korea Południowa  |
| 2022 |                       |          |                   | Pekin            | Chiny             |